# Causing a Commotion
«Causing a Commotion» es una canción interpretada por la cantante estadounidense Madonna, incluida en la banda sonora de la película ¿Quién es esa chica? (1987). En el filme, Madonna personifica a Nikki Finn, una joven condenada por un crimen que no cometió y que, tras obtener libertad condicional, busca limpiar su nombre y encontrar al verdadero responsable. La canción fue compuesta y producida por la artista junto con Stephen Bray, con quien había trabajado en su anterior álbum de estudio, True Blue (1986). Aunque se creó específicamente para la película, Madonna se inspiró en la conflictiva relación mediática con su entonces esposo, el actor Sean Penn, cuyo matrimonio atravesaba altibajos. Según la cantante, él estaba «causando un alboroto» para distraerla a propósito, y desahogó la frustración que le generaba su matrimonio en la letra. La grabación y mezcla se realizaron en los estudios Larrabee Sound de Los Ángeles entre marzo y abril de 1987.
En la película, «Causing a Commotion» suena durante la secuencia de apertura, que narra en forma de animación los eventos del asesinato que conducen al arresto de Nikki Finn. De género dance, es un número «contagioso» y vibrante, de tempo acelerado, que mantiene la fórmula presente en los temas de True Blue, caracterizados por el uso de sintetizadores y cajas de ritmos. Su letra, en contraste con el sonido alegre y animado, hace referencia a la relación tumultuosa de Madonna con Penn y evoca el mensaje de «Into the Groove» (1985), también compuesta junto con Bray. Las discográficas Sire y Warner Bros. Records publicaron la canción como el segundo sencillo de la banda sonora de Who's That Girl el 25 de agosto de 1987, en los formatos de casete y vinilos de siete y doce pulgadas. El lanzamiento incluyó tres remezclas a cargo del DJ estadounidense Shep Pettibone, que figuraron en vinilos, maxi CD y ediciones limitadas de otros proyectos de Madonna.
En términos generales, la canción obtuvo reseñas variadas de la crítica musical. La producción de Bray y su atractivo comercial recibieron elogios, y fue reconocida como la más destacada de la banda sonora. No obstante, las constantes comparaciones con «Into the Groove» motivaron algunas críticas que señalaron que el sonido de Madonna empezaba a agotarse, e incluso fue acusada de repetir la fórmula y copiar elementos de sus éxitos anteriores. Comercialmente, alcanzó el primer puesto en Dinamarca y se ubicó entre los cinco primeros en Bélgica, Canadá, Finlandia, Irlanda, Islandia, Italia, México, los Países Bajos y el Reino Unido. En los Estados Unidos, permaneció tres semanas consecutivas en el segundo lugar de la lista Billboard Hot 100 y se convirtió en el decimotercer sencillo consecutivo de la artista en entrar al top cinco, la tercera cifra más alta registrada hasta ese momento.
«Causing a Commotion» formó parte de las giras Who's That Girl (1987) y Blond Ambition (1990). Como su lanzamiento coincidió con el desarrollo de la primera gira, no se filmó un videoclip tradicional; en su lugar, se produjo uno para la mayoría de los territorios que combinaba imágenes en vivo de su presentación en un concierto en Italia con escenas de la película. Tras su publicación, diversos artistas grabaron versiones, como la taiwanesa Su Rui, el dúo alternativo TeamMate y el compositor galés Bright Light Bright Light, además de aparecer en álbumes tributo a Madonna. También se utilizó en anuncios para la empresa japonesa Mitsubishi Electric en 1987 y en el programa de telerrealidad estadounidense RuPaul's Drag Race en 2016. Con el tiempo, la canción continuó siendo popular entre los seguidores de Madonna y se considera uno de sus mayores éxitos de los años 1980, así como una de las mejores canciones de su carrera. En reseñas retrospectivas, ha sido descrita como una «joya subestimada» y pasada por alto.

## Antecedentes

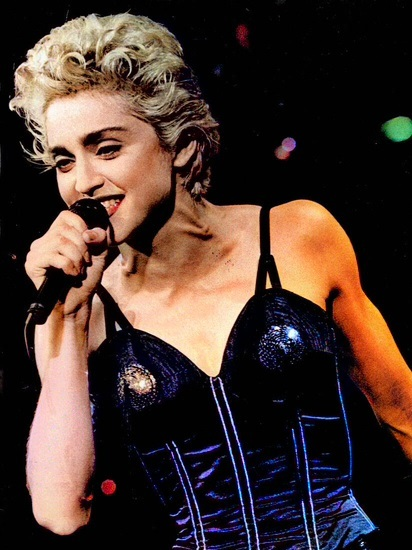
Madonna en 1987, año de estreno de ¿Quién es esa chica?, su tercera película como actriz principal.

Tras sus protagónicos en Desperately Seeking Susan (1985) y Shanghai Surprise (1986), en 1987 se estrenó la tercera película de Madonna como actriz principal, ¿Quién es esa chica?, una comedia screwball escrita por Andrew Smith y Ken Finkleman y dirigida por James Foley, quien previamente había trabajado con la cantante en los videoclips de «Live to Tell» y «Papa Don't Preach», pertenecientes a su álbum True Blue (1986). Descrita como «vivaz, pero algo atolondrada», Madonna interpretó a Nikki Finn, una mujer «luchadora y de espíritu libre, destinada a ocupar un lugar entre las grandes heroínas cómicas de la pantalla». Sobre su personaje, declaró a Rolling Stone: «Había algo en [ella] —los contrastes en su naturaleza, su dureza por un lado y su vulnerabilidad por el otro— que pensé que podía tomar y hacerlo mío».
Titulada en un primer momento Slammer, la trama de la película se basa en el conocido tema de la chica «alocada» que irrumpe en la vida del chico correcto. Cuenta la historia de Nikki Finn, una joven condenada injustamente por un crimen y que está a punto de salir de prisión. Tras obtener libertad condicional, el juez le ordena regresar a su hogar en autobús; sin embargo, en su lugar, se propone «limpiar su nombre» y encontrar al verdadero responsable. Junto con el «formal, ambicioso y dedicado» abogado Loudon Trott (estelarizado por Griffin Dunne), quien debe llevarla hasta la estación de autobús de regreso a Filadelfia y luego entregar un ejemplar de puma concolor a Montgomery Bell (John Mills), un cliente muy importante, ambos personajes se ven envueltos en 36 horas de aventuras que culminan con la escena en la que Finn interrumpe la boda de Trott para anunciar la identidad del verdadero asesino. Al final de la historia, los dos terminan enamorándose.
¿Quién es esa chica? fue visto como un nuevo intento de la cantante «por triunfar en el cine», pero sus expectativas se vieron frustradas cuando, tras su estreno en agosto de 1987, recibió «pésimas» críticas de medios estadounidenses y británicos. Las reseñas fueron negativas para la película en general —descrita como una comedia «muy sencilla» y «poco inspirada»— y para la actuación de Madonna en particular. El autor Christopher G. Feldman comentó que había sido un intento amplio de comedia, pero el público no comprendió el concepto. Con un presupuesto de 20 millones USD, fue considerada un fracaso de taquilla al recaudar solo 2.55 millones USD en su primera semana en los Estados Unidos.

## Desarrollo y grabación

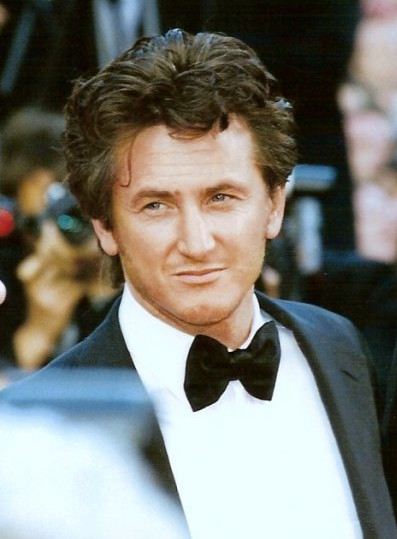
Para «Causing a Commotion», Madonna se inspiró en la relación mediática y problemática que mantenía con su entonces esposo, el actor Sean Penn (en la imagen).

Además de protagonizar la película, Madonna se encargó de componer material para la banda sonora, para lo cual se reunió con Patrick Leonard y Stephen Bray, quienes habían coproducido True Blue (1986), su anterior álbum de estudio. La cantante empezó a trabajar en el disco en marzo de 1987 y continuó hasta el mes siguiente. En total, compuso e interpretó cuatro canciones originales basadas en los personajes y en las situaciones del filme: «Who's That Girl», «The Look of Love», «Can't Stop» y «Causing a Commotion». El resto del material estuvo formado por temas de otros artistas, como Club Nouveau, Scritti Politti y Coati Mundi. «Causing a Commotion» fue compuesta y producida por Madonna y Bray, quien también fungió como director musical de la banda sonora.
Aunque se creó específicamente para la película, la cantante se inspiró en la relación conflictiva con su entonces esposo, el actor Sean Penn. Penn era conocido por un temperamento «explosivo» y un celo extremo por su intimidad, y no estaba preparado para la intrusión mediática que suponía estar casado con una «superestrella» como Madonna. La prensa sensacionalista seguía constantemente a la pareja, y en varias ocasiones él había reaccionado con violencia física contra los paparazzi. El matrimonio atravesaba altibajos, y la artista sentía que él estaba «causando un alboroto» para distraerla a propósito, por lo que desahogó la frustración que le generaba su matrimonio tormentoso en la letra de la canción. En un artículo de Rolling Stone del 10 de septiembre de 1987, reflexionó sobre el impacto de las acciones de Penn en sus vidas:

No me gusta la violencia. Nunca he avalado golpear a nadie y nunca consideré que debería haber ocurrido ningún acto violento. Pero, por otro lado, entendía la ira de Sean, y créeme, muchas veces quise golpearlo. Nunca lo haría, ¿sabes?, porque sé que eso solo empeoraría las cosas.

Según la periodista Caroline Sullivan, la esencia radicaba en que la cantante «no sabía muy bien qué hacer»: «El matrimonio se construyó sobre un vínculo apasionado, pero la pasión volcánica a veces es lo último que una pareja necesita». Si bien Madonna declaró que simpatizaba con Penn, su comportamiento problemático continuó, a tal punto que debió pasar un mes en la cárcel por agredir a un fotógrafo. Sus ataques de celos y el alcoholismo —que reconocería más tarde— fueron una presencia determinante en su relación con la cantante. Con el tiempo, las distracciones se volvieron demasiado para ella; en diciembre de 1987, pocos meses después del lanzamiento de la canción y de que ingresara a las listas musicales, la cantante solicitó por primera vez el divorcio, aunque al poco tiempo lo reconsideró y retiró la demanda. No sería hasta 1989 que volvería a presentarla de manera definitiva, tras casi cuatro años de matrimonio, y esta vez se mantendría.
Producida por Madonna y Bray, la grabación y mezcla de «Causing a Commotion» tuvieron lugar en los estudios Larrabee Sound, ubicados en Los Ángeles, entre marzo y abril de 1987. Bray también fue responsable de los arreglos de teclado y guitarra. Taavi Mote y Michael Hutchinson se desempeñaron como ingenieros de sonido, con Elmer Flores y John Hegedes como asistentes. Por último, Steve Peck realizó la mezcla, y la masterización estuvo a cargo de Michael Verdick en los estudios Futuredisk (Hollywood). Bray calificó a la canción como «una fiesta desde el primer momento». Sobre la música, la artista comentó: «Los temas no necesariamente tratan sobre Nikki, ni están escritos para que alguien como ella los cante, pero creo que hay un espíritu en esta música que capta tanto lo que representa la película como el personaje». Los primeros reportes sobre la nueva canción creada con Bray surgieron a principios de mayo de 1987 en periódicos como Los Angeles Times, junto con el anuncio del lanzamiento del primer sencillo de la banda sonora —«Who's That Girl»— para junio, y el estreno de la película para el mes siguiente.

## Uso en¿Quién es esa chica?
En ¿Quién es esa chica?, «Causing a Commotion» suena durante la secuencia de apertura, que narra en forma de animación los eventos del asesinato que conducen al arresto de Nikki Finn, con una llave que gira al final de la introducción. Warner Bros. ya había seleccionado la canción antes de comenzar la producción de la secuencia. De esta manera, la película comienza con el personaje animado de Madonna, que emerge del logo de Warner Bros., una referencia al estilo Looney Tunes que, combinada con los créditos animados y la canción, establece el tono que la cinta busca transmitir. Fue el propio James Foley a quien se le ocurrió la idea de hacer una introducción animada, la cual fue dirigida por Ric Machin, de Broadcast Arts, quien convirtió un «montón de dibujos inconexos» en una secuencia animada de tres minutos.
El director argentino Daniel Melgarejo, contratado para ayudar con los bocetos conceptuales y el estilo general de la obra, concibió al personaje de Nikki Finn y, junto con Machin, refinó y simplificó los personajes y los fondos, preparándolos para la animación. Machin elaboró un guion gráfico basado en la premisa de que Madonna era perseguida por los villanos en Manhattan y luego incriminada; a partir de allí, se grabó un animatic con la pista musical. Dado que había una cantidad finita de créditos que incluir en cada toma, con un tiempo aproximado de tres segundos en pantalla por nombre, explicó que le resultó más fácil trabajar con la pista, ya que la base rítmica le ayudó a calcular los cortes entre los créditos y crear los «puentes» animados entre cada toma.
El logo de Warner Bros. y la llave que gira al final fueron los dos únicos fotogramas «inamovibles» que Machin debió respetar, dado que la idea general de cómo el personaje principal terminaba en la cárcel tenía que ser contada; por lo demás, Madonna y Foley dejaron todo el proyecto en sus manos y tuvo libertad total para crear la historia entre esos dos momentos. La animación se caracteriza por sus colores, que no siempre rellenan los espacios, y por los trazos, que aparecen de manera irregular. Aunque la protagonista está claramente definida, todo a su alrededor «parece desmoronarse». Según el camarógrafo Glen Claybrook, los bocetos hechos con lápiz graso «le daban un aspecto vibrante e incompleto, algo parecido a la antigua animación por xerografía». Foley, quien admitió que era «quizás la mejor escena de la película», comentó que los bocetos de Melgarejo capturaron «perfectamente la energía de Nikki Finn. Me encanta cómo su estilo anguloso encajaba con el sonido de la canción».

## Composición

### Música
De género dance, «Causing a Commotion» es una canción «contagiosa» y vibrante, de tempo acelerado. Es la segunda pista del lado A de Who's That Girl y mantiene la fórmula presente en las canciones dance pop de True Blue, caracterizadas por el uso de sintetizadores y cajas de ritmos. En palabras de Steve Peake, de ThoughtCo, evocaba «hábilmente» los primeros años de su carrera, al tiempo que resaltaba sus avances como música en los años posteriores. Annie Zaleski, de la revista Consequence, la describió como una pieza de electropop, mientras que Michael Freedberg, de The Boston Phoenix, la llamó el «más descarado jump blues de los años cincuenta que la música dance haya producido hasta la fecha». De acuerdo con la partitura publicada por Hal Leonard Corporation, se establece en un compás de 4/4, con un tempo de estilo funk. Está compuesta en la tonalidad de do menor7 y, en las estrofas, sigue una progresión armónica que comienza con do menor—si bemol—la bemol—la7—si bemol—fa menor7—sol menor7—do menor7, y continúa en los siguientes versos con si bemol/mi bemol—la bemol—do menor7—si bemol/fa—la bemol.
Con un groove dance de tempo rápido, la canción comienza directamente con el estribillo, seguido por las estrofas, construidas sobre una línea de bajo descendente de cuatro notas y acordes en staccato que entran con fuerza. Está sostenida por un motivo de bajo bailable y «palpitante», descrito como «ingenioso» y «llamativo», y comparado con «Bad», de Michael Jackson. El bajo complementa la interpretación de Madonna y el trabajo de Bray en los arreglos de teclado y guitarra, que a su vez siguen de cerca las líneas marcadas por su banda, Breakfast Club, y por «Into the Groove» (1985), también compuesta y producida por ambos. Además, se destaca la presencia de armonías vocales que se dividen en unas tres partes. La sección rítmica parece decir co-mo-tion, co-mo-tion, lo que la hace «casi onomatopéyica», y el pulso rítmico se vuelve cada vez más intenso en sintonía con el verso I've got the moves baby, you got the motion / If we got together we'd be causing a commotion («Yo tengo los movimientos, cariño, tú tienes el ritmo; si nos juntamos, causaríamos un alboroto»).

### Letra

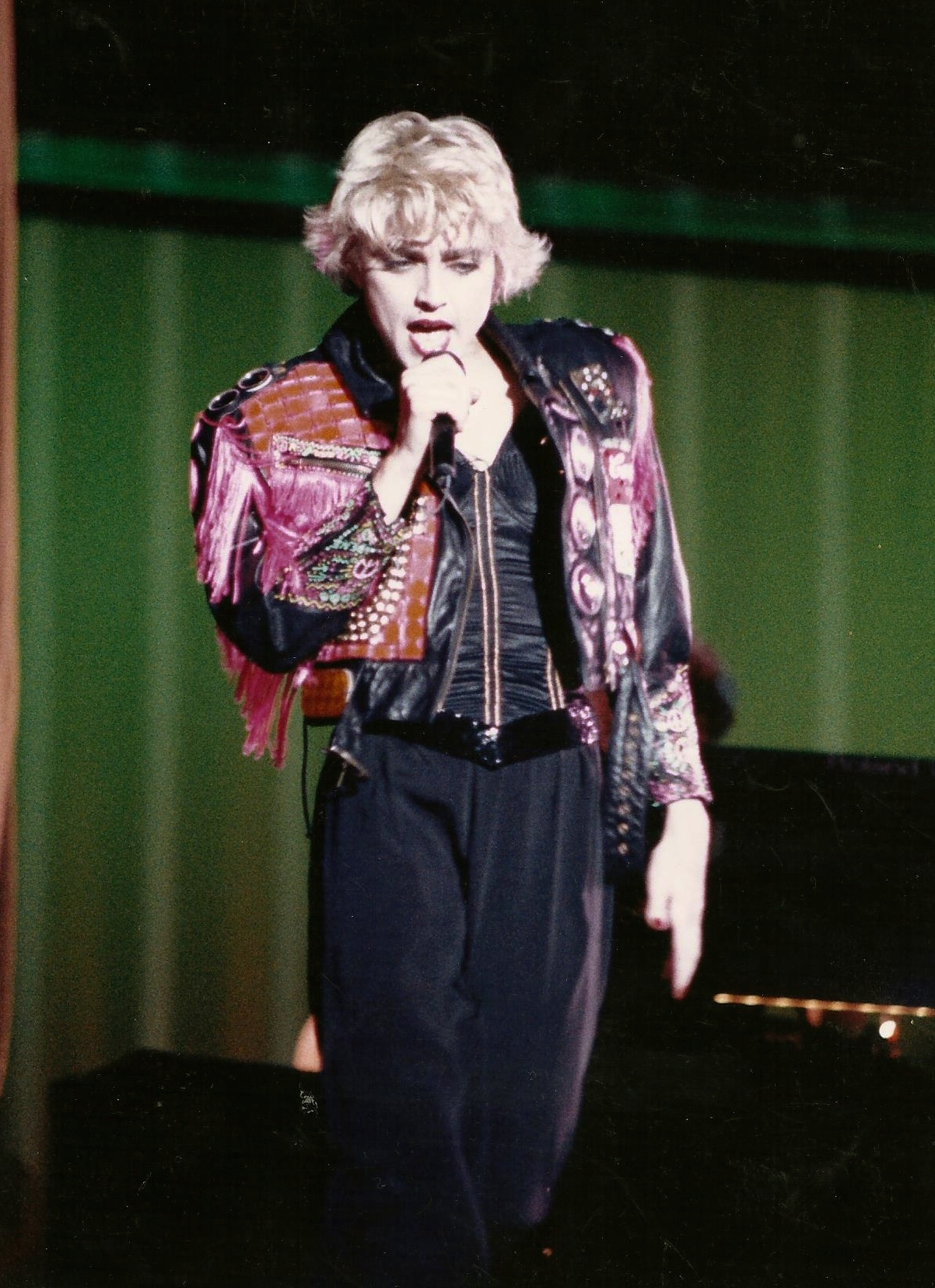
La letra de «Causing a Commotion» evoca el mensaje del anterior sencillo de Madonna, «Into the Groove», (1985). En la imagen, la cantante interpretando esa canción en 1987.

En contraste con su sonido alegre y «sorprendentemente» animado, la letra referencia la relación tumultuosa de Madonna con Penn, quien se mostraba agresivo y violento. Tal como revelaba el título, juntos estaban «causando un alboroto». Según Samuel R. Murrian, de la revista Parade, también se inspiraba en algunos encuentros «no muy agradables» con los paparazzi. En otra observación, Erika Wolf, de Albumism, la describió como una oda a «sentirse atractiva y atrevida, segura de sí misma, y a tener la confianza para ir tras lo que quieras o a quien sea que quieras». La letra también evoca el mensaje de «Into the Groove» (1985). En este sentido, las similitudes se subrayan con el verso It's how you play the game / So get into the groove («Es cómo juegas el juego, así que entra en el ritmo»).
En la primera estrofa, el oyente se encuentra con una melodía «explosiva» y un despliegue «aún más trascendente de letras increíblemente apropiadas». Esta parte incluye los versos You met your match when you met me / I know that you will disagree it's crazy / But opposites attract you'll see / And I won't let you get away so easy («Encontraste a tu igual cuando me conociste, sé que no estarás de acuerdo, es una locura / Pero los opuestos se atraen, ya lo verás; y no te dejaré escapar tan fácilmente»), que, según Erika Wolf, capturaban las asperezas del personaje de Nikki Finn, matizándolas un poco. En el puente musical, la narradora declara: I hope you find what you're looking for / Is it mine, walk through that door... («Espero que encuentres lo que estás buscando / ¿Es mío? Entonces cruza esa puerta...»). La canción concluye con un verso que «funciona como un mantra para sus fanáticos»: We're wasting time / Make up your mind / And get into the groove («Estamos perdiendo el tiempo, decídete y entra en el ritmo»).
El contenido de la letra fue objeto de análisis y comentarios por parte de algunos autores. Por ejemplo, Harvey Rachlin, en Song and System: The Making of American Pop Music (2020), observó que la artista explora la idea de que ella y su enamorado podrían «vivir algo emocionante juntos» si él lo permite. Caroline Sullivan interpretó que en la frase get into the groove, la narradora le ruega que «entre en ese ritmo» si quiere mantener viva su relación. Andrzej Ciuk, uno de los editores del libro Exploring Space (2010), observó que el estatus proverbial de la frase «los opuestos se atraen» (opposites attract) en el idioma inglés se había convertido en un elemento definitorio del concepto cultural clave del «amor», lo cual podía reflejarse en canciones populares como «Causing a Commotion», especialmente en los versos You met your match when you met me / I know that you will disagree, it's crazy / But opposites attract, you'll see / And I won't let you get away so easy. Marc Andrews, autor de Madonna: Song by Song (2022), se preguntó si la letra era un intento velado de Madonna por hablar directamente con su entonces esposo sobre «mantener vivo nuestro amor». Por último, Justin Myers, del sitio The Guy Liner, destacó el verso You met your match when you met me como el mejor de la canción.

## Publicación
A principios y mediados de agosto de 1987, antes de su lanzamiento oficial, «Causing a Commotion» comenzó a transmitirse de manera anticipada en varias emisoras CHR estadounidenses, como las estaciones P1-A de Miami y Hot 105, por lo que la revista Radio & Records declaró que podría ayudar a forzar su publicación como sencillo en las siguientes semanas. Finalmente, las compañías discográficas Sire y Warner Bros. Records lo publicaron como el segundo sencillo de la banda sonora de Who's That Girl, después de la canción homónima, en los formatos físicos de vinilo de siete y doce pulgadas y casete. La portada, en la que Madonna aparece portando un arma durante una de las escenas de la película, fue tomada por Jane O'Neal. En la carátula se aprecia una estrella de ocho puntas, ubicada en el centro y sobre la palabra «a» del título de la canción; la estrella, un símbolo antiguo y ampliamente difundido, ha sido utilizada por la cantante en diversas ocasiones, ya sea en su vestuario o en otras portadas de sencillos y álbumes. El diseño de la funda estuvo a cargo de Maura P. McLaughlin y la dirección artística, de Jeri Heiden.
La primera fecha de lanzamiento tuvo lugar el 25 de agosto de 1987 en los Estados Unidos y Europa, a excepción del Reino Unido, donde estuvo disponible el 7 de septiembre, mientras que en Japón fue el 10 de octubre. En el Reino Unido, algunas copias en edición limitada del vinilo de siete pulgadas venían envueltas en plástico retráctil con una insignia de botones. Asimismo, estuvo disponible en aquel país un disco ilustrado —también en edición limitada— que precedió al lanzamiento del álbum de remezclas de Madonna, You Can Dance. En Francia, la canción no fue comercializada, a fin de no sabotear el éxito de «Who's That Girl», que había alcanzado la segunda posición y se mantuvo durante cinco meses en el top cincuenta, por lo que «The Look of Love» fue el segundo sencillo extraído de la banda sonora en aquel país.
Dado que Madonna se encontraba de gira mundial con el Who's That Girl World Tour en el momento de su lanzamiento, no se filmó un videoclip nuevo para promover «Causing a Commotion». En su lugar, se usaron fragmentos de la película intercalados con imágenes en vivo de la interpretación de la canción durante el concierto de Turín (Italia), que sirvieron como vídeo promocional en la mayoría de los territorios. Dirigido por Egbert van Hees, el estreno se emitió horas antes de la cuarta edición de los MTV Video Music Awards. El 24 de septiembre de 1987 fue transmitido en el programa británico Top of the Pops, de la BBC, y entre octubre y noviembre comenzó a emitirse en otros programas europeos, tales como Formel Eins del canal ARD (Alemania),Bingo de BRT (Bélgica), Les Enfants Du Rock de Antenne 2 (Francia), Stod 2 de Icelandic Charts (Islandia), Countdown de Veronica TV (Países Bajos) y The Roxy de Tyne Tees (Reino Unido), así como en otras cadenas como Deejay Television, Music Box y Sky Channel. Para finales de octubre, se encontraba entre los videoclips más emitidos en catorce países europeos, según un reporte de la revista Music & Media en la sección Euroclips. También se difundió en programas de televisión musicales de Hong Kong. Andy Jones, de la revista Classic Pop, señaló que el videoclip no le hacía justicia a la canción, a la que consideró uno de los mejores trabajos de Madonna. De manera similar, Gavin Scott, de Chart Beats, cuestionó que no recibiera un vídeo musical adecuado en su momento.

## Remezclas

### Descripción y recepción crítica
El lanzamiento estuvo acompañado de tres remezclas producidas por el DJ y compositor estadounidense Shep Pettibone, quien también se encargó de la mezcla y de la edición de audio, esta última realizada en conjunto con el DJ Junior Vasquez. La primera versión, con una duración de seis minutos y medio, se titula «Silver Screen Mix»; en cuanto a su sonido, apenas presenta mejoras con respeto del sencillo original, aunque se la ha descrito como un éxito no solo en discotecas, sino también «muy popular para fiestas en casa». La segunda es una mezcla dub instrumental de siete minutos sin muchas pausas, que incluye riffs con coros intercalados. La tercera, «Movie House Mix», está más orientada a la música house, con presencia del piano, e incorpora los versos ooh-ooh-ooh-baby en staccato y Hey-hey-hey-hey-hey-hey-hey-hey, c'mon!, un recurso que aparecería en varias otras remezclas de Madonna, además del tartamudeado c-c-c-c-c-commotion. Pettibone también produjo versiones reducidas de la primera y la tercera remezclas, tituladas «Silver Screen Single Mix» y «Movie House Edit», respectivamente.
El trabajo de Pettibone fue bien recibido por la crítica. Bill Coleman, en la sección Dance Trax de Billboard, la calificó como una remezcla dance pop «recomendable», mientras que Keith Caulfield, de la misma revista, la consideró «esencial» en una valoración retrospectiva. El autor Marc Andrews expresó que la cantante tuvo la «sensatez de volver a llamar a Pettibone y (con un poco de ayuda de Junior Vasquez) finalmente logró entrar en el ritmo del house». Wolfgang Michael Schmidt, de la revista alemana Audio, elogió en particular «Movie House Mix» como la versión «más potente» de las tres, y comentó: «En esta, la chica neoyorquina se lanza al ruedo de tal manera que incluso sus fanáticos más acérrimos quedarán completamente exhaustos, pero infinitamente felices». El autor Matthew Rettenmund, de Boy Culture, ubicó a «Movie House Mix» en el segundo puesto de las veinticinco mejores remezclas de la cantante, y la calificó como una reelaboración «grandilocuente».

### Lanzamiento y apariciones en otros álbumes
La reelaboración «Silver Screen Single Mix» se añadió como lado A del vinilo de siete pulgadas editado en la mayoría de los mercados musicales, así como del casete estadounidense. El lado B de ambos formatos fue «Jimmy Jimmy», de True Blue. En los Estados Unidos, salió a la venta otro vinilo como parte de la edición Back to Back Hits de Sire Records que, en lugar de «Jimmy Jimmy», contenía «Who's That Girl». En aquel país, las versiones reducidas «Silver Screen Single Mix» y «Movie House Edit» figuraron en otro vinilo promocional, por lo que no estuvo a la venta. Para el doce pulgadas, editado el 5 de octubre en Europa y el 10 de noviembre en Japón, se incluyeron las tres remezclas originales de Pettibone, más «Jimmy Jimmy». Estas cuatro pistas también aparecieron en un maxicasete lanzado en Canadá, Estados Unidos y Japón, cuyas primeras copias venían en un longbox. En el Reino Unido, el casete, el vinilo de doce pulgadas y el disco ilustrado omitieron la remezcla dub y se incorporó una versión fade de «Jimmy Jimmy»; este último formato tuvo una portada diferente, tomada por el fotógrafo estadounidense Herb Ritts.
En mayo de 1989, la remezcla «Silver Screen Mix» fue incluida en una reedición alemana de «Into the Groove», en formato CD de tres pulgadas. Dos años después, concretamente el 7 de junio de 1991, «Silver Screen Single Mix» figuró en un CD de cuatro pistas titulado The Holiday Collection, publicado por Sire exclusivamente para el mercado europeo como un EP complementario a The Immaculate Collection (1990), el primer álbum de grandes éxitos de Madonna. En 1992, otra de las remezclas de la canción formó parte de un popurrí de poco más de trece minutos titulado «Into a Commotion (Medley)», junto con varios otros temas de Madonna; mezclado y editado por el DJ Glenn Cattanach, se incluyó en el álbum recopilatorio The Very Best of Hot Tracks Volume 1, del sello discográfico Hot Tracks. Joe Ragona, de la revista Mobile Beat International, comentó que era «sin duda el popurrí más solicitado hasta la fecha» por el público de Hot Tracks.
En 1995, los temas del vinilo de 12" y el maxicasete fueron relanzados en Europa en un maxi CD, y a finales de 1996, «Silver Screen Single Mix» formó parte de CD Single Collection, una caja recopilatoria de edición limitada publicada por Warner Music Japan que contenía todos los sencillos de la cantante —desde 1983 hasta 1996— en formato CD. En abril de 2022, con motivo del 35.º aniversario de la banda sonora, Rhino Records editó Who's That Girl (Super Club Mix), un maxi EP de cinco pistas con dos remezclas de «Who's That Girl» y las versiones «Movie House Mix», «Silver Screen Mix» y «Dub» de «Causing a Commotion». Fue un lanzamiento limitado de solo 7500 copias —exclusivo del evento anual Record Store Day— y estuvo disponible en un vinilo rojo de 12". En 2024, Warner lanzó las tres remezclas originales, más la versión editada de «Silver Screen», como un EP digital en todos los servicios de plataformas musicales.

## Recepción comercial

### Estados Unidos

#### Billboard
En los Estados Unidos, «Causing a Commotion» fue la canción que más veces se incorporó a las listas de reproducción del país, tras recibir airplay en 154 de las 231 estaciones de radio, y el 12 de septiembre de 1987 ingresó en el puesto 37 de la lista de Billboard Hot 100 Airplay. En esa misma edición, logró una entrada «fenomenal» en el 41.º lugar del conteo principal, Hot 100 Singles, siendo la decimotercera ocasión consecutiva en que Madonna lograba el debut más alto de la semana. Sumó nuevas incorporaciones en emisoras —hasta alcanzar reportes en 198 estaciones— y el 26 de septiembre debutó en la trigésima posición del conteo de ventas físicas tras su lanzamiento comercial. El 10 de octubre, subió al undécimo puesto del Hot 100, lo que llevó a la prensa a predecir que se convertiría en su decimocuarto sencillo consecutivo en ingresar a los diez primeros lugares, igualando la marca más alta para un solista —compartida con Michael Jackson— y posicionándose como la segunda artista en general después de The Beatles. En la edición siguiente, ascendió seis posiciones hasta el quinto lugar; con ello, la cantante anotó su decimotercer sencillo consecutivo en alcanzar los cinco primeros —racha que inició con «Lucky Star» tres años antes—, cifra que solo había sido superada por Elvis Presley (24) y The Beatles (15). Además, fue el segundo tema de la banda sonora de Who's That Girl en entrar a los diez principales, después de la canción homónima, que llegó al número uno. Según Paul Grein, periodista de Billboard, la tasa de éxito de Madonna equivalía a más de un top cinco cada tres meses durante tres años consecutivos, un «logro impresionante». A medida que la canción ganaba impulso gracias al lanzamiento de las remezclas, algunos medios predijeron que alcanzaría el número uno. Sin embargo, comenzó a competir con «Bad» de Michael Jackson, que sumaba puntos tanto en ventas como en radios, y con «U Got the Look» de Prince, que subía al segundo puesto. Jan DeKnock, del Chicago Tribune, expresó que el duelo entre estos tres artistas se perfilaba como «uno de los más interesantes de los últimos meses».
Finalmente, llegó al segundo puesto el 24 de octubre —por debajo de «Bad»—, siendo el segundo sencillo de Madonna en alcanzar esa posición tras «Material Girl». Aunque se informó que aún podía disputar el primer lugar, se mantuvo en el número dos la semana siguiente. Michael Ellis explicó que, aunque mejoró su puntuación, no fue suficiente para superar a Jackson, quien continuaba acumulando puntos tanto en ventas como en airplay. Más aún, «I Think We're Alone Now» de Tiffany ganó aún más que Madonna y también competía por el primer lugar. El 7 de noviembre, permaneció por tercera semana en el segundo puesto, esta vez detrás del sencillo de Tiffany, que se impuso con un «margen cómodo» gracias al incremento en ventas y transmisión. Pese a una «inusual fuerza» en ventas, Madonna perdió terreno en difusión radial. Estuvo dieciocho semanas en total en el Hot 100 —cinco entre los diez primeros y once en el top 40—, e hizo su última aparición el 9 de enero de 1988 en el número 98. Ocupó la 46.ª posición en la lista anual de los sencillos más populares, y fue el duodécimo mayor éxito de Madonna y el decimoquinto de Sire Records en el Hot 100. Según Billboard, es su mayor éxito en esa lista sin un vídeo musical oficial.
Jackson y Tiffany también impidieron que liderara las listas de radio y ventas físicas, respectivamente. En la sección de música dance, debutó el 3 de octubre de 1987 en los puestos 24.º y 27.º en Dance Club Play y Dance Singles Sales, respectivamente, y llegó hasta lo más alto en ambos conteos. Fue su sexto número uno en Dance Club Play y el primero de una racha de siete consecutivos que culminó con «Justify My Love» en enero de 1991, mientras que en Dance Singles Sales inició una serie de cinco números uno seguidos. También ocupó el tercer lugar en el conteo Hot Crossover 30 —detrás de «Bad» y «Let Me Be the One» de la banda Exposé—, y el 37.º en el de música contemporánea para adultos, donde permaneció cinco semanas. En esta última lista, fue su decimocuarta entrada y su segundo sencillo con la posición más baja, solo por encima de «Material Girl» (38).

#### Otras publicaciones

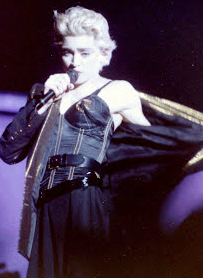
La canción marcó el tercer número uno de Madonna durante 1987 en la lista Top 40 de Gavin Report y el octavo de su carrera hasta ese momento.

Además de Billboard, la canción ingresó a las listas de otras publicaciones musicales estadounidenses. Alcanzó el primer lugar en los conteos Top Fifty Singles de Hits y Top 40 de Gavin Report; en este último, se convirtió en el tercer número uno de Madonna durante 1987 —después de «Open Your Heart» y «Who's That Girl»— y en el octavo de su carrera. En el ranquin de música contemporánea para adultos, también de Gavin Report, ocupó la vigesimocuarta casilla. En Cash Box, alcanzó el tercer puesto tanto en el conteo principal Top 100 Singles como en el específico de radios, Radio Pop Scoreboard, en ambos casos detrás de «Bad» y «I Think We're Alone Now». En el primero, donde permaneció veintiún semanas, representó el decimocuarto top diez consecutivo y el décimo top cinco en general de Madonna. Logró una recepción más favorable en la lista Top 12" Dance Singles de dicha revista, donde llegó al primer puesto en la edición del 31 de octubre de 1987.
«Mony Mony» de Billy Idol evitó que el sencillo de Madonna liderara la lista The Hit List del periódico Observer-Reporter, mientras que en el conteo The Rhythm of the Street, de la revista R&B Report, ocupó la cuarta posición. En Radio & Records, fue una de las canciones de 1987 que más veces se añadieron a las listas de reproducción, luego de recibir difusión en 141 emisoras durante su primera semana de lanzamiento a las radios. Tal como sucedió en el Hot 100 de Billboard, el tema escaló hasta la segunda posición en la lista oficial de Radio & Records, Contemporary Hit Radio, donde se mantuvo por tres semanas consecutivas: las dos primeras —16 y 23 de octubre— por debajo de «Bad» y la última detrás de «I Think We're Alone Now». Pese a que no ocupó el primer lugar, fue su decimocuarto sencillo consecutivo en ubicarse entre los cinco y diez principales. Permaneció doce semanas en total y finalizó como la vigesimonovena canción más escuchada del año en las radios de éxitos contemporáneos.

### Europa

#### Reino Unido
El tema logró el mayor debut de la semana en la lista oficial británica —elaborada por la Official Charts Company (OCC)— tras ingresar en la séptima posición el 19 de septiembre de 1987. Ello marcó uno de los diez lanzamientos de Madonna de los años 1980 en debutar en el top diez, así como el undécimo sencillo de una solista femenina que ingresó directamente entre los diez primeros durante la misma década. En la edición siguiente, subió tres lugares hasta la cuarta posición, por lo que se convirtió en su decimosexto top cinco y decimoséptimo top diez sucesivos. Permaneció nueve semanas en total —cuatro de ellas entre los diez principales— y finalizó en el 72.º lugar de las canciones más vendidas del año. Para agosto de 1998, se ubicó en la vigesimoquinta casilla de los sencillos de Madonna con mejor rendimiento en el conteo.
En la lista de música dance, también elaborada por la Official Charts Company y publicada en la revista Music Week, ocupó el tercer puesto, solo detrás de «Pump Up the Volume» —del proyecto musical MARRS— y «Never Gonna Give You Up» de Rick Astley. Logró igualmente un recibimiento favorable en el conteo de los vinilos de doce pulgadas más vendidos, donde ocupó la quinta posición en la semana del 26 de septiembre de 1987. Alcanzó el quinto lugar en la lista elaborada por Melody Maker, otra publicación británica, así como la quinta en el ranquin de las sesenta canciones de rhythm and blues más populares de la revista R&B Report. Se convirtió en su decimoctavo sencillo de la década de 1980 más vendido en el país y en el 32.° de su carrera en general, con 230 000 copias comercializadas para octubre de 2010. A mediados de 2024, luego del lanzamiento del EP digital con las remezclas, ingresó en el puesto 68 de la lista Singles Downloads Chart de la OCC, que recopila las canciones más descargadas en el país, así como en el número 70 del Singles Sales Chart, que clasifica todas las versiones de un mismo tema con mayores cifras de ventas.

#### Otros mercados

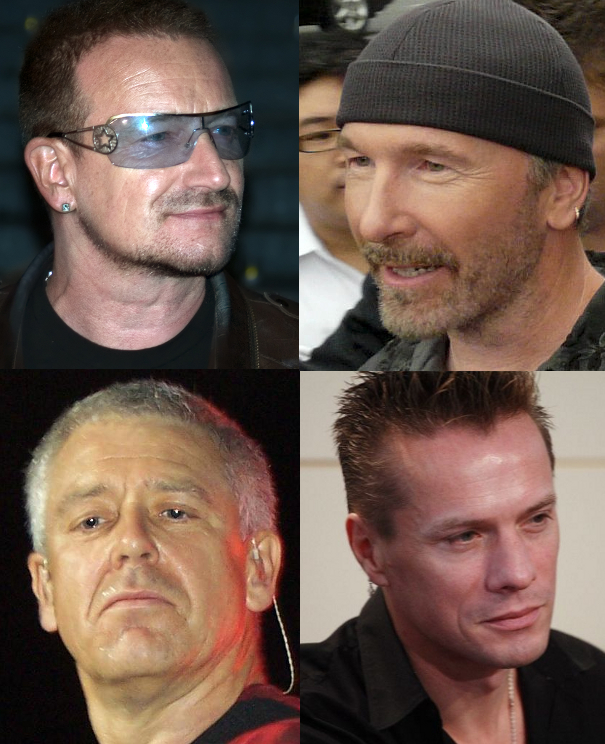
En Irlanda, «Causing a Commotion» se mantuvo dos semanas consecutivas en la segunda posición, una de ellas por debajo de «Where the Streets Have No Name» de la banda U2 (en la imagen).

«Causing a Commotion» alcanzó el primer lugar en Dinamarca y el segundo en Bélgica (región Flamenca), Irlanda e Islandia. En el primero y en el último país, se situó por debajo de «Bad», mientras que en Irlanda, donde se mantuvo dos semanas consecutivas en la segunda casilla, fueron Jackson y la banda U2 —con «Where the Streets Have No Name»— quienes impidieron que llegara hasta lo más alto, por lo que se convirtió en el sexto número dos de Madonna, aunque a la vez marcó su decimoquinto top cinco consecutivo. En los Países Bajos, alcanzó el tercer puesto tanto en el Single Top 100 (ventas) como en el Dutch Top 40 (radio). En este último, donde estuvo después de «Never Gonna Give You Up» y «Bad», marcó la décima ocasión en que Madonna ubicaba uno de sus sencillos dentro de los cinco principales. En Italia, ocupó el cuarto lugar en tres listas diferentes: la recopilada por Germano Ruscitto —quien fuera director de la revista Discografia internazionale— y publicada en la sección Hits of the World de Billboard, la de Musica e dischi, considerada su competencia «directa», y también la Hit Parade de RAI, publicada en Radiocorriere TV. En el resto de los mercados, ocupó el quinto puesto en Finlandia, noveno en Suiza, décimo en Noruega, decimotercero en Suecia, decimocuarto en Alemania y Austria y vigesimoprimero en España. En este último país, cabe destacar que fue la canción de una artista femenina —sexta en general— más reproducida del año en la emisora Los 40 Principales. En 2022, tras el lanzamiento de Who's That Girl (Super Club Mix) como parte del evento Record Store Day, debutó en la tercera posición de la lista oficial de Hungría.
«Causing a Commotion» fue incluido entre los discos de la semana por la revista paneuropea Music & Media y considerado uno de los más recomendados para las listas de dicha publicación. El 26 de septiembre de 1987, la misma semana en que la banda sonora alcanzaba la primera posición en el conteo de álbumes, el tema logró el mayor debut tanto en el European Hot 100 Singles (ventas) como en el European Airplay Top 50 (radio), luego de que en ambos ingresara en el decimoctavo puesto. En este último, subió a la cuarta posición en su cuarta semana —24 de octubre—, situada detrás de «Bad», «Never Gonna Give You Up» y «You Win Again» de Bee Gees. El rendimiento de la canción en las listas nacionales de Europa permitió que alcanzara el quinto lugar en el Hot 100 Singles, siendo el decimotercer top diez de la cantante de un total de diecisiete entradas hasta ese momento. Estuvo presente doce semanas en total y, para finales de diciembre, se ubicó en el 85.° lugar entre los sencillos más vendidos del año. Por último, en el conteo Europarade, compilado a partir de once listas nacionales por la organización Tros Radio de Hilversum (Países Bajos), se ubicó en la cuarta casilla.

### Otros países
En Canadá, «Causing a Commotion» debutó en el puesto 90 del Top 100 Singles de RPM el 19 de septiembre de 1987. Casi dos meses después, concretamente el 7 de noviembre, ascendió hasta la segunda posición, solo por detrás de «Mony Mony» de Billy Idol. En total, permaneció veintiún semanas, cuando hizo su última aparición el 20 de febrero de 1988 en el número 93, y fue el 42.º sencillo más exitoso de 1987. También alcanzó el segundo lugar en el conteo de la revista The Record, también de Canadá, en la edición del 5 de noviembre de 1987; en esta ocasión, fue «Paper in Fire» —de John Mellencamp— quien impidió que Madonna llegara a lo más alto. En diciembre de 1987, la Canadian Recording Industry Association (CRIA) certificó al sencillo con un disco de oro por la venta de cincuenta mil copias.
«Causing a Commotion» ocupó el decimosexto lugar en Sudáfrica y permaneció solo cuatro semanas en total. Marcó la última ocasión en que Madonna ingresó un sencillo a la lista del país, así como la posición más baja. En la sección de las canciones más populares de América Latina, publicada en la edición del 5 de diciembre de 1987 del periódico La Opinión de Los Ángeles, llegó al séptimo lugar en Panamá, según datos obtenidos por la United Press International. Asimismo, para la semana del 16 de diciembre, Notimex informó que había sido la quinta canción internacional más exitosa en la lista de México. En los territorios de Asia-Pacífico, ingresó en el número 83 del conteo japonés de Oricon el 19 de octubre de 1987, con poco más de 2800 copias vendidas, y en la edición siguiente ascendió hasta el puesto setenta. Permaneció siete semanas en total y vendió 16 700 unidades en vinilo para finales de año.
En Australia, debutó el 18 de octubre de 1987 en la vigesimoprimera posición de la lista ARIA Top 50 Singles, siendo el segundo mayor debut de esa semana. Aun sin el apoyo de un videoclip oficial, alcanzó el séptimo lugar un mes después, concretamente el 16 de noviembre, y finalizó como el 65.º sencillo más vendido del año. En Nueva Zelanda, también ingresó en la misma fecha —18 de octubre— en el sexto puesto del ranquin oficial elaborado por la Recorded Music NZ; si bien descendió al undécimo en la siguiente semana, el 1 de noviembre regresó al sexto lugar. Se mantuvo un total de diez semanas, tres de ellas entre los diez primeros.

## Recepción crítica
En términos generales, «Causing a Commotion» obtuvo reseñas variadas de la crítica musical. Entre los comentarios más favorables, fue reconocida como la canción más destacada del material, así como una de las mejores que Madonna había creado hasta la fecha. Jim Zebora, del Record-Journal, la nombró una canción «casi tan buena» como la homónima, «Who's That Girl», mientras que la revista semanal Veja señaló que ambos temas la situaron nuevamente en el centro de atención. Louis Weber, uno de los editores de The Extraordinary Book of Lists (2007), aseguró que esta canción y «Who's That Girl» fueron las razones por las que la mayoría de la gente compró la banda sonora. LA Weekly, en un comentario previo a su lanzamiento como sencillo, anticipó que ofrecería un ejemplo «aún más sólido» del estilo artístico de la cantante. Tom Breihan, de Stereogum, la calificó como una «elegante» canción de discoteca y le otorgó una nota de 8 sobre 10. La biógrafa Victoria Chow observó que el título también aludía a una de las habilidades más destacadas de Madonna: su capacidad para «provocar el frenesí de la prensa con cada nuevo proyecto, ya sea música, una película, un vídeo o un libro».
| Recuerdo mi estupefacta admiración cuando estaba sentada en el cine en 1987 y experimenté por primera vez los acordes descendentes y estruendosos de «Causing a Commotion», de Madonna. Si quieres oír la esencia de la modernidad, escucha esos acordes: infernales, apocalípticos y groseramente sensuales. Esta es la auténtica voz del fin de siècle. —Reseña de la escritora y profesora estadounidense Camille Paglia. |

La producción de Bray recibió comentarios favorables de varios críticos, quienes en general destacaron su ritmo «pegadizo», «jubiloso», «enérgico» e «intenso». Oggie Ramos, de Manila Standard, subrayó la «impecable destreza» de Bray y su producción «bien pulida y cuidadosamente elaborada», en particular por el estribillo «pegadizo». Agregó que una de las ventajas del dúo «dinámico» de Madonna y el productor es que su colaboración se remontaba a casi una década, lo cual se reflejaba en la canción. Vince Aletti, de Rolling Stone, escribió que combinaba el «impulso rítmico incontenible de Bray con la mezcla seductora e inquietante de Madonna entre una madurez cálida y una adolescencia alegre». Roberto Giallo, del periódico italiano L'Unità, reconoció su «ritmo endiablado, voz al máximo y una ingeniería de sonido perfecta». El editor Robert Matthew-Walker describió las armonías y el juego de frases de Madonna como «encantadores», y Bill Coleman, de Billboard, comentó que el sencillo «nos mantiene en movimiento gracias a sus contagiosos ritmos bailables y su gancho pegadizo». Ron Fell y Diane Rufer, redactores de Gavin Report, declararon que, con un ritmo marcado desde el inicio gracias a una línea de bajo «atractiva», la canción no necesitaba depender de la película de la que provenía. Enid Grace Parker, del periódico Khaleej Times, sostuvo que conoció la música de Madonna cuando escuchó por primera vez «Causing a Commotion», a la que describió como una «serenata musical atrevida», con una melodía «pegadiza». Christian Wright, de Spin, resaltó el ambiente de «celebración» que transmitía el tema, y Connie Johnson, de Los Angeles Times, mencionó que sonaba muy bien dentro de la tradición de los anteriores éxitos dance de Madonna.
El atractivo comercial de la canción generó opiniones favorables de la prensa. En comentarios previos a su lanzamiento, Brett Milano, del Chicago Tribune, pronosticó que sería el «éxito del próximo mes», y Oggie Ramos, de Manila Standard, lo nombró «otro logro inminente» que podría escalar en las listas. Alfred Bos, del diario NRC Handelsblad, afirmó que era el candidato más plausible para convertirse en el segundo sencillo de la banda sonora, ya que el público «amante del pop volvería a tener material para historias emocionantes». El diario italiano La Stampa señaló que estaba destinada a un éxito «aún mayor» que otras canciones más conocidas de Madonna, como «Papa Don't Preach». Tras su publicación, Dave Sholin, de Gavin Report, consideró que merecía sumarse a la racha de sencillos consecutivos de Madonna en el top 40, mientras que Cash Box predijo que alcanzaría una «saturación inmediata en las radios contemporáneas, con las discotecas y las emisoras vibrando al ritmo de su inevitable versión de doce pulgadas». Un redactor del periódico neerlandés Zierikzeesche Nieuwsbode comentó que, aunque no introducía demasiados cambios, tenía un ritmo más bailable respecto a «Who's That Girl, y «amenazaba» con convertirse en todo un triunfo en las discotecas. Haciendo referencia al título de la canción, a la que resaltó por su «ritmo fiestero», el biógrafo y periodista J. Randy Taraborrelli escribió que cumplió su objetivo tanto en las pistas de baile internacionales como en el mercado estadounidense. Claudia Bia, de O Município, afirmó que era una de esas canciones que «deberían estar en cualquier álbum de grandes éxitos que se precie».
En comentarios más variados, el personal de Music & Media la describió como una canción «rápida y alegre, aunque un poco cliché», y un redactor de Diário do Pará la llamó «dulce», aunque a menudo «ingenua y cursi». Rikky Rooksby, autor de The Complete Guide to the Music of Madonna (2004), la calificó como «perfectamente aceptable, pero no al nivel de "Who's That Girl"», mientras que Barry Walters, de Wondering Sound, afirmó que no se encontraba entre lo más destacado de su repertorio, aunque elogió su versión remezclada como un «merecido himno de discoteca». Whitney Pastorek, de Entertainment Weekly, le otorgó una calificación de «B-»; en su reseña, destacó cómo el ritmo «animado y vibrante» entra directamente al estribillo, pero sintió que las estrofas eran algo flojas. Martin Charles Strong, autor de Lights, Camera, Soundtracks (2008), observó que, si bien significó otro éxito para la banda sonora, se veía limitada por una monotonía que consideró extraña, dado que, en su opinión, la canción también formaba parte del mejor material de Madonna en esa década. Por otro lado, su «notable» ausencia en los recopilatorios de grandes éxitos de Madonna, en particular en The Immaculate Collection (1990) y Celebration (2009), llamó la atención de numerosos críticos, e incluso algunos cuestionaron la omisión. Rooksby escribió que quedó excluida debido a que tuvo «tantos éxitos» en sus primeros años de carrera que no hubo sitio para canciones como «Causing a Commotion».

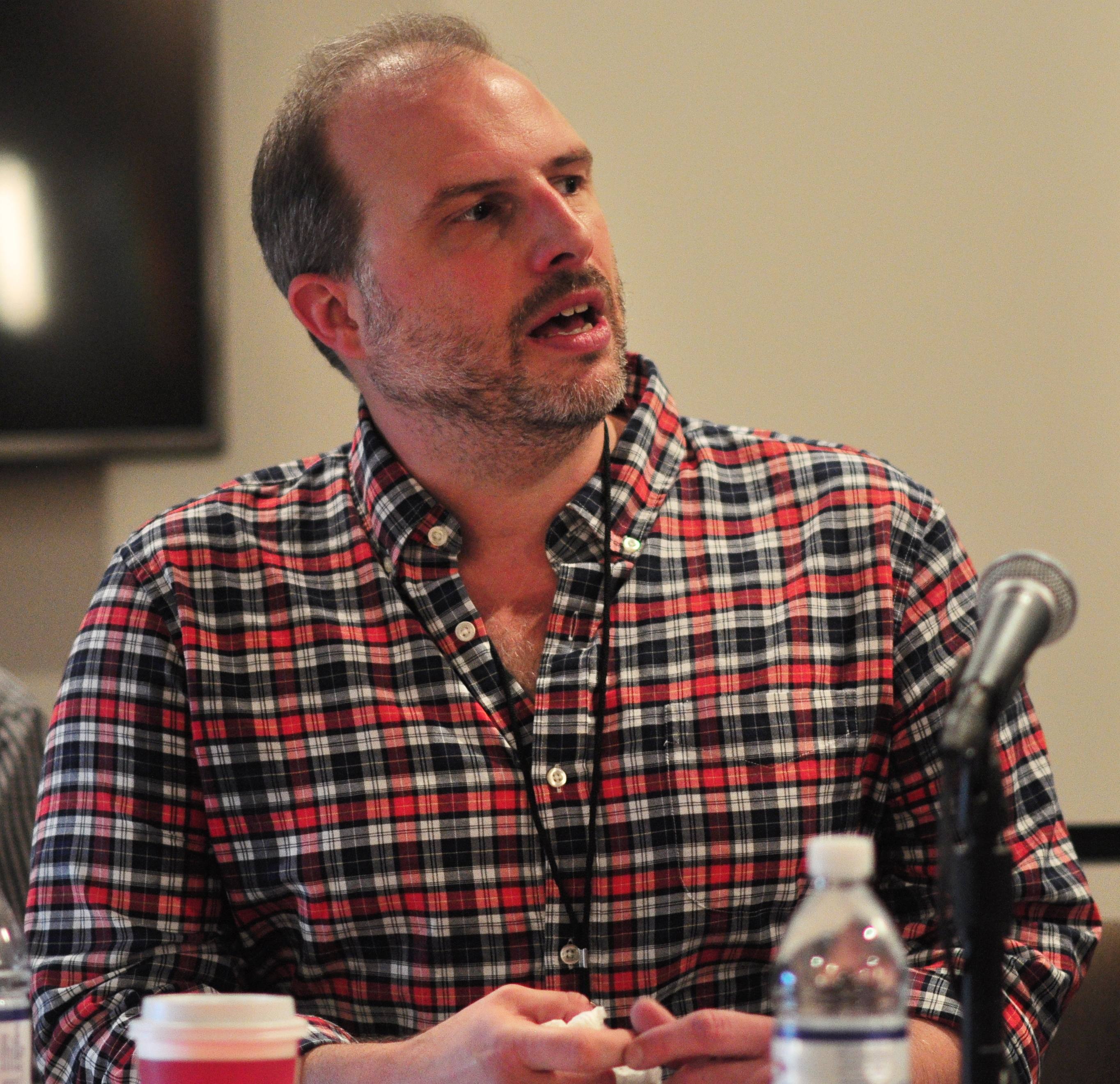
En una reseña desfavorable, Stephen Thomas Erlewine, de AllMusic, declaró que «Causing a Commotion» no estaba entre los mejores sencillos de Madonna.

Las opiniones más negativas se centraron en las comparaciones con «Into the Groove», que motivaron algunas críticas que señalaron que el sonido de Madonna comenzaba a agotarse. Incluso, fanáticos del pop la acusaron de repetir la fórmula y copiar elementos de sus éxitos anteriores. Daryl Easlea, en el libro Madonna: Blond Ambition (2012), la llamó un «refrito absoluto» de «Into the Groove», en particular por el puente melódico, aunque señaló que cumplía como «éxito perfecto para sostener su popularidad». En su reseña para The Washington Post, Joe Brown notó las mismas líneas y riffs de aquel sencillo y añadió que los arreglos «tintineantes y monótonos» de Bray estaban volviéndose predecibles. En la misma línea, John Milward, de USA Today, expresó que, al evocar el título de «Into the Groove», a la que consideró una de sus mejores canciones, Madonna «no tuvo la misma suerte». Peter Piatkowski, de Yahoo!, desaprobó la letra «bastante trivial» y sintió que no difería mucho de sus «otros llamados a las pistas de baile». John Rockwell, de The New York Times, declaró que la artista tenía un talento «limitado pero palpable» como cantante, aunque no lo aparentaba en este trabajo, que sonaba «más formulaico que la mayoría de sus éxitos», y agregó: «Bueno para la pista de baile, pero no mucho más». Jude Rogers, de The Guardian, lo consideró «un facsímil más débil del majestuoso "Into the Groove"». A un periodista noruego le pareció «más esfuerzo que melodía», y Eduardo Cavalcanti, del periódico portugués A Tribuna, opinó que la canción era candidata a volverse «absolutamente desconocida». Igualmente, David Bertrand Wilson, editor del sitio Wilson and Alroy's Record Reviews, aseguró que, más allá de su éxito comercial, no era por este tema por lo que el mundo recordaría a Madonna. Otros críticos sugirieron que no estaba a la altura de sus mejores trabajos, como Stephen Thomas Erlewine, de AllMusic; Bill Lamb, de Dotdash; y Al Walentis, del Reading Eagle. Más negativos fueron Steve Morse, de The Boston Globe, quien la tachó de «desechable», con un ritmo lascivo, y Tom Ewing, de Freaky Trigger, quien la llamó «estruendosa» y la comparó negativamente con el trabajo del trío de productores Stock, Aitken & Waterman (SAW). Por último, Sean Piccoli, del Sun Sentinel, la clasificó en el quinto puesto de las peores canciones de Madonna.

## Presentaciones en vivo

### Who's That Girl World Tour

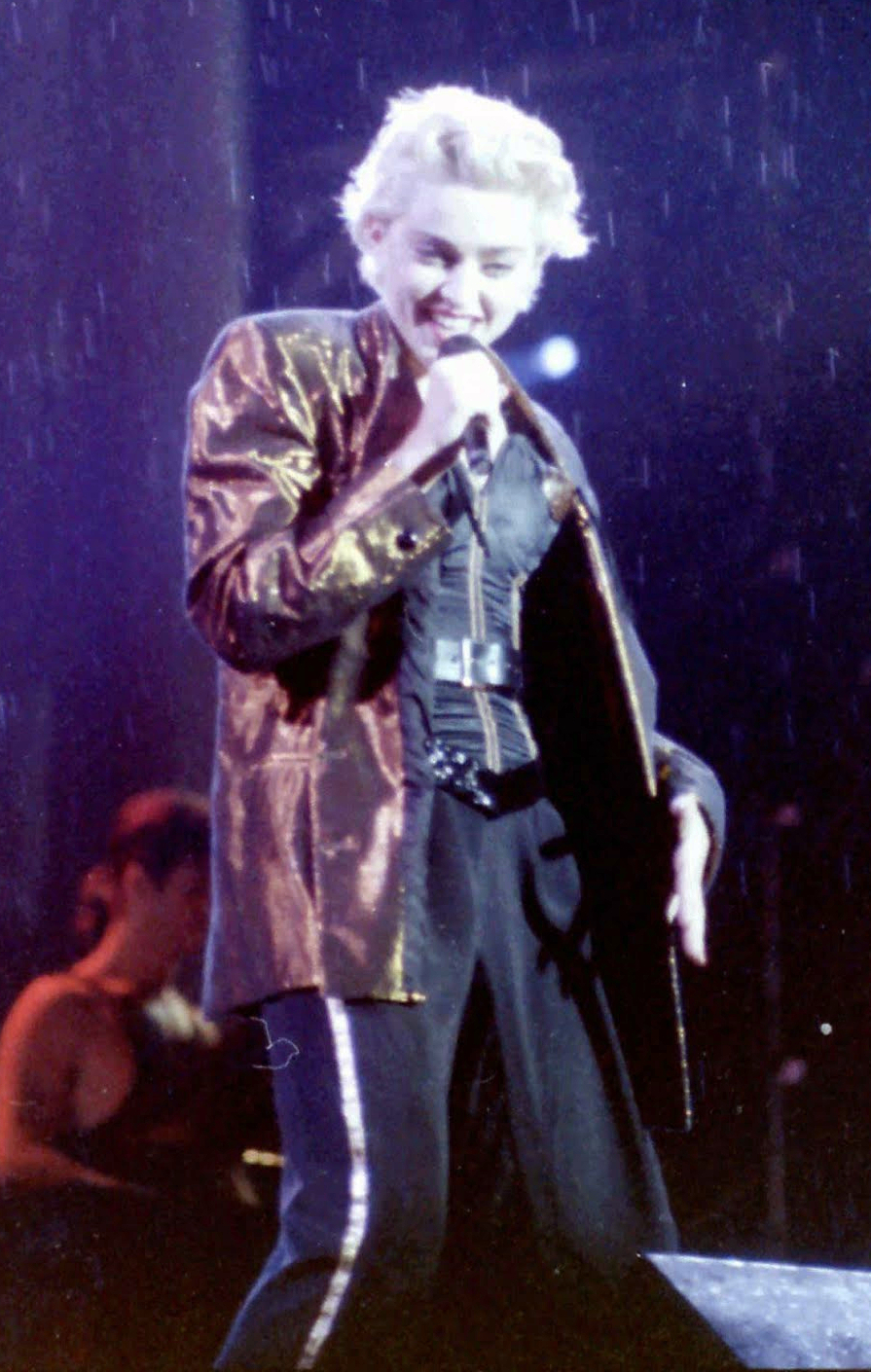
Madonna durante la interpretación de «Causing a Commotion» en la gira Who's That Girl World Tour (1987).

«Causing a Commotion» formó parte del repertorio oficial de dos giras mundiales de Madonna: Who's That Girl (1987) y Blond Ambition (1990). En la primera, que recorrió Norteamérica, Europa y Japón a lo largo de cuatro meses —desde junio hasta septiembre de 1987—, fue la sexta canción del espectáculo, interpretada durante una pausa a mitad del concierto, después de «White Heat» —de True Blue— y antes de «The Look of Love». Cabe señalar que fue presentada en vivo antes de su lanzamiento como sencillo, motivo por el que aún era desconocida para el público en ese momento. El vestuario, a cargo de Marlene Stewart, consistió en una chaqueta larga de lamé dorado, un sombrero de estilo gánster y pantalones con raya lateral del mismo color que lució sobre un conjunto negro utilizado a lo largo de todo el espectáculo. Este estaba compuesto por un bustier con pezoneras decoradas con flecos, medias negras y botines del mismo tono. Además, lució el cabello rubio, corto y ondulado, y una medalla de oro colgada al cuello.
A diferencia de la versión dance de estudio, para esta gira se modificó en un estilo «más visceral y roquero». Antes de empezar la actuación, Madonna comentaba al público con ironía: «Quiero que sepan que tengo mala reputación, y que todo lo que dicen es verdad». Una plataforma deslizante se empleó como recurso escénico a lo largo del número. Chris Finch, uno de los bailarines, aparecía en escena y realizaba una serie de volteretas, mientras Madonna simulaba tocar una guitarra. En otros momentos de la actuación, adoptaba poses sexualmente provocativas e introducía bromas sutiles en pequeños interludios escénicos. Cerca del final, presentaba a cada miembro de la banda —sin nombrarlos— mientras se quitaba el1 sombrero y la chaqueta. Dos actuaciones diferentes de esta gira se incluyeron en los videoálbumes Who's That Girl – Live in Japan, filmado en Tokio el 22 de junio de 1987, y Ciao Italia: Live from Italy, rodado en Turín y Florencia el 4 y 6 de septiembre de ese mismo año. Además, la presentación realizada en Turín se transmitió vía satélite en la cuarta edición de los MTV Video Music Awards, que tuvo lugar el 11 de septiembre en el Anfiteatro Universal de Los Ángeles.
La crítica se centró en la interpretación vocal de la artista, su presencia escénica y la interacción con el público, lo que atrajo comentarios tanto positivos como negativos. El Houston Chronicle la denominó una de las actuaciones más destacadas del espectáculo, y Matthew Rettenmund comentó que, si bien fue presentada antes de que la mayoría del público la hubiera escuchado, «fue recibida con el mismo entusiasmo que un gran éxito». Por el contrario, la revista Pelo la desestimó como uno de los momentos más bajos. Otros medios criticaron la falta de originalidad y sostuvieron que no encajaba ni tuvo el mismo efecto que otros temas del repertorio. De hecho, Louis Du Moulin, de Het Vrije Volk, sintió que era la única pieza «rara» del espectáculo. Nicoline Baartman, del periódico de Volkskrant, declaró que los siete músicos que la acompañaban salían «mal parados» individualmente, limitados a una «ronda obligatoria de solos» durante la canción.

### Blond Ambition World Tour
En el Blond Ambition World Tour, realizado entre abril y agosto de 1990, fue la tercera canción del repertorio, después de «Open Your Heart» y antes de «Where's the Party». Formó parte del primer acto del espectáculo, inspirado en la película Metroóplis (1927) de Fritz Lang, que se caracterizaba por una escenografía industrial compuesta por vigas, tuberías y engranajes, que hacía que el escenario pareciera una fábrica, además de una música dance «desenfrenada» y llena de energía, pensada para animar tanto al público como a los intérpretes. El vestuario, elaborado por el francés Jean-Paul Gaultier, consistía en una chaqueta deportiva a rayas con capucha, que dejaba al descubierto el abdomen, y un corsé cónico rosa colocado por encima de un pantalón del mismo diseño. Además, lucía una coleta rubia de más de treinta centímetros, al estilo de Mi bella genio. Con una coreografía «intensa» a cargo de Vincent Paterson, la presentación tuvo una temática inspirada en un combate de boxeo; en este sentido, la artista personificaba a un «jefe violento» y simulaba una pelea de gatas con sus dos coristas, Niki Haris y Donna De Lory, quienes fingían bailar fuera de ritmo con sus movimientos e intentaban disputarle el protagonismo empujándola fuera del escenario. En defensa, «arremetía salvajemente» y empujaba el pecho —realzado por su corsé cónico— contra una de ellas. El segmento de baile incorporó una mezcla de géneros que comenzaba a consolidarse a principios de los años noventa, concretamente la fusión de fórmulas de danza jazz con pasos de hip hop.
Aún en personaje, Madonna declaraba al público: «Sé que la gente dice que soy despiadada, violenta y manipuladora... Cuando alguien se te enfrenta, cuando te apuñalan por la espalda, hay que demostrar quién manda, ¿no?». En otras ocasiones, insistía en que a las personas había que «ponerlas en su lugar» y afirmaba sentirse mejor cuando las lastimaba. Añadía que se encontraba de mal humor y se mostraba «especialmente insoportable», y proseguía golpeando y pateando burlonamente a sus coristas en el estómago hasta tirarlas al suelo, en una escena que recordaba la forma en que Bette Davis golpeaba a Joan Crawford en la película What Ever Happened to Baby Jane? (1962). Además, cuestionaba si sus acciones hacían «retroceder a las mujeres unos dos mil años» y respondía a su propia pregunta con palabras soeces e insultos. Mientras reprendía verbalmente a algunos fanáticos que lanzaban objetos al escenario durante la interpretación, animaba al público presente a levantarse y bailar; y, por si alguien se tomaba en serio la actuación, advertía: «Si no tienen un maldito sentido del humor, entonces mejor váyanse a casa». Cerca del final, cuando ordenaba a sus coristas que se arrastraran por el suelo, se autoproclamaba «la maldita jefa», y el combate concluía con la victoria de la cantante. La actuación se transmitió en vivo en el especial televisivo de HBO Madonna - Live! Blond Ambition World Tour 90, y posteriormente figuró en los videoálbumes Blond Ambition Japan Tour 90, filmado en Yokohama (Japón) en abril de 1990, y Blond Ambition World Tour Live, rodado en Niza (Francia) en agosto de ese mismo año. Asimismo, un fragmento de la presentación apareció en el documental Madonna: Truth or Dare (1991), que narraba los eventos sucedidos a lo largo de la gira, junto con otras canciones del repertorio. En este caso, la escena alternaba entre una conversación —en blanco y negro— entre Madonna y sus dos coristas acostadas en la cama, y extractos de la actuación en color sobre el escenario.

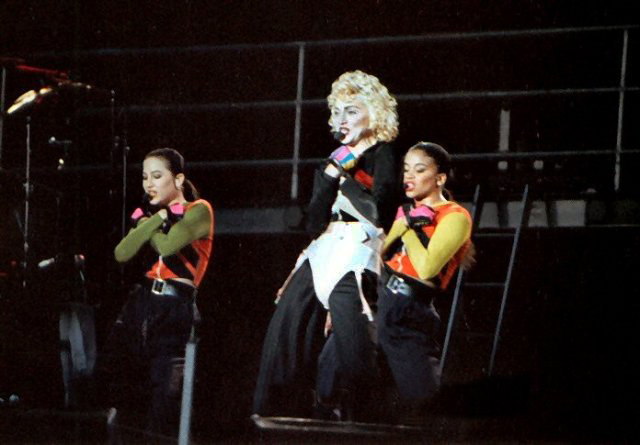
Si bien fue presentada en tono «ultra cómico», varios críticos reprobaron la naturaleza violenta de la presentación de «Causing a Commotion» en la gira Blond Ambition World Tour, en la que Madonna simulaba golpear y patear a sus dos coristas (en la imagen).

La actuación fue recibida con opiniones divididas. Tanto las enérgicas rutinas de baile como el ambiente festivo y atractivo atrajeron elogios. Andrew Bourne, de The Times, la describió como una «interacción íntima considerable» entre la cantante y sus coristas, «cuidadosamente magnificada por las pantallas de vídeo a ambos lados del escenario». Por el contrario, otros periodistas no quedaron satisfechos con el jugueteo «provocativo», la elaborada escenografía y la coreografía «excesivamente rígida», que, según ellos, reducían el impacto de la actuación y la hacían parecer «pequeña e insignificante», además de poder llegar a aburrir al público. Jonathan Takiff, del Philadelphia Daily News, notó que la cantante «pareció contenerse por un tiempo, al dejar que sus coristas y los efectos de eco llevaran más la carga», y Richard Harrington, de The Washington Post, sugirió que la presentación habría mejorado con un mayor sustento emocional, en lugar de un baile «hipercinético», impulsado por una intensidad aeróbica. Por su parte, Peggy Polk, del Chicago Tribune, aseguró que «no causó ninguna conmoción».
Si bien fue presentada en un tono «ultracómico», otros críticos reprobaron la violencia escénica de la actuación, a la que calificaron como «verdaderamente insignificante» y «desagradable». Jip Golsteijn, de De Telegraaf, notó que se trataba de un número de carácter «sadomasoquista», observación que compartió Mark Lepage, de The Gazette, quien indicó que el tema de la dominación se repetía a lo largo del concierto. El biógrafo Mark Bego añadió que la coreografía, cargada de movimientos pélvicos, reforzaba la representación de Madonna como una dominatrix. Variety señaló que los intentos de humor en el número resultaban «absurdos», y Greg Kot, del Chicago Tribune, opinó que la artista debería haber eliminado el sketch violento en la canción; concluyó: «Es una broma, pero no muy buena». En otros puntos de vista, la historiadora Mary Gabriel observó que se trató de una muestra de empoderamiento femenino, presentada desde un enfoque de luchadoras callejeras, y según la biógrafa Carol Clerk, la escena de lucha simbolizó el dominio de Madonna sobre las mujeres. Por su parte, Lee Randall, autor de The Madonna Scrapbook (1992), identificó una paradoja entre la coreografía violenta y las declaraciones de Madonna sobre que todo lo que hace debe ser una «celebración de la vida».

### Otras presentaciones
Cuando a mediados de enero de 2023 Madonna anunció la gira The Celebration Tour (2023-2024), realizada en conmemoración de sus cuatro décadas de trayectoria, publicaciones como Billboard y Consequence eligieron a «Causing a Commotion» como una de las «rarezas» y «joyas ocultas» de su catálogo que deberían incluirse en el repertorio. Finalmente, una vez iniciada la gira, no fue parte de la lista de canciones; sin embargo, durante el primer acto del concierto —que evocaba su temprano ascenso a la fama— la artista interpretó junto al público un fragmento a capela del estribillo en ciudades como Colonia (15-16 de noviembre de 2023), Nueva York (16 de diciembre), Boston (9 de enero de 2024), Toronto (11-12 de enero), Montreal (18 de enero), Filadelfia (25 de enero), Pittsburgh (5 de febrero), Seattle (17 de febrero) y San Francisco (28 de febrero), entre otras.

## Versiones de otros artistas

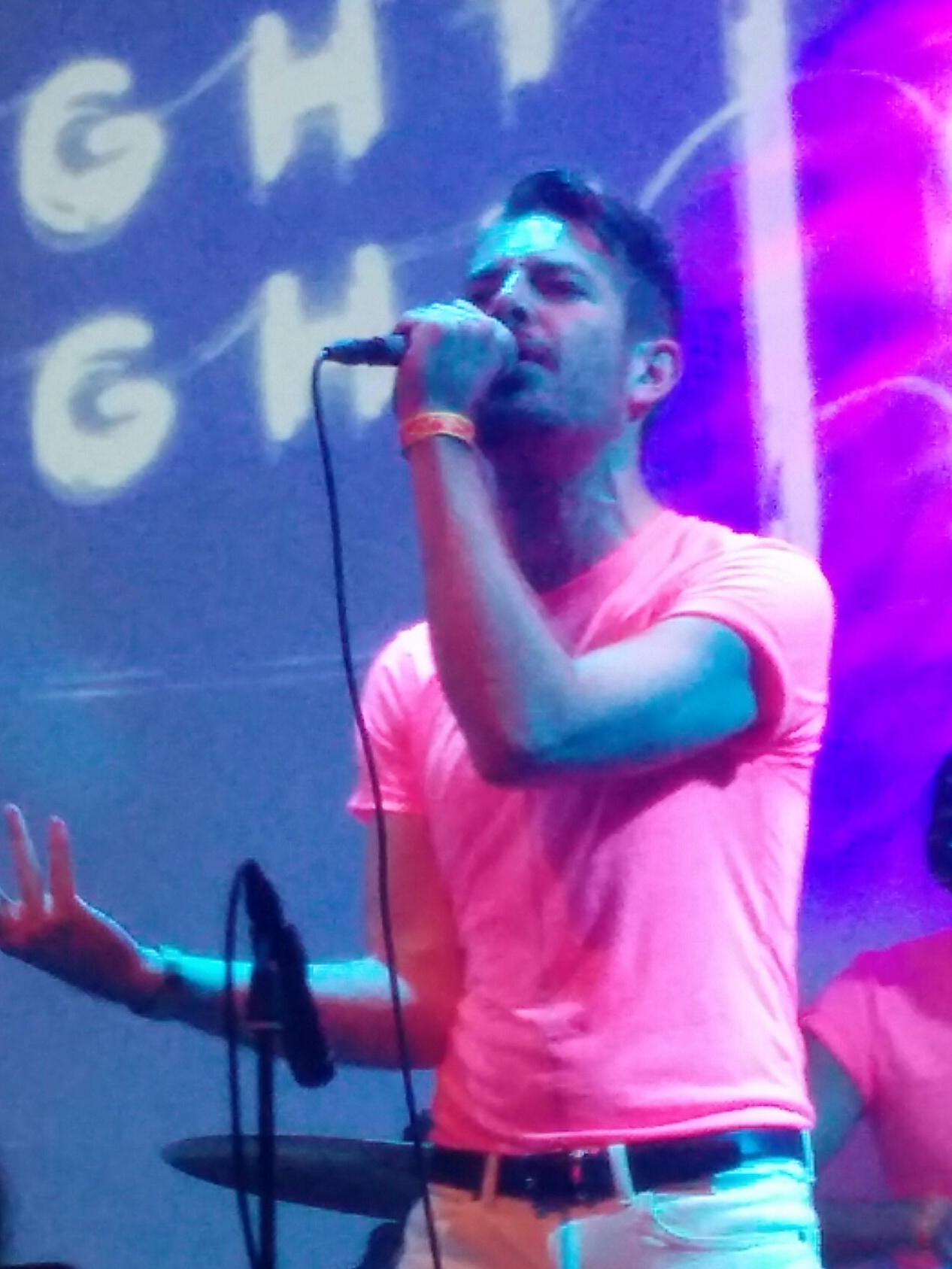
El cantante galés Bright Light Bright Light grabó una versión de «Causing a Commotion» en 2017.

En 1988, Denise Vlasis, imitadora de Madonna que llevó su espectáculo a países como Chile, Corea del Sur, Filipinas y Japón, incluyó «Causing a Commotion» en el repertorio de sus presentaciones en The Warehouse (Singapur). Su actuación se inspiraba en los videoclips de la cantante, con similitudes en el vestuario, el maquillaje y los movimientos. Adeline Woon, del periódico The New Paper, comentó que interpretó con la misma energía que Madonna. En abril de 1989, la cantante taiwanesa Su Rui grabó un popurrí que incorporó «Causing a Commotion» para su tercer álbum en inglés I've Got the Music in Me, compuesto por versiones de temas populares de los años sesenta y de éxitos más recientes. La mezcla apareció en la canción homónima del disco, junto con otras interpretadas en distintos tempos. Más adelante, la agrupación The Eight Group grabó su propia versión para el recopilatorio Lo mejor de los 80's Vol. 2 (2010), que contó con reinterpretaciones de otros artistas de esa década, mientras que XTC Planet hizo lo propio para el disco 40 grados (2011).
En agosto de 2012, el músico Deejay Jay, con la colaboración de Stephi y D-Flex, produjo varias versiones dance que se lanzaron como EP en plataformas digitales. Incluyó una edición para la radio, una versión extendida y remezclas de Angel Marrels y Alphaman. El dúo alternativo TeamMate, integrado por los músicos Scott Simons y Dani Buncher, interpretó la canción para el EP The Sequel, publicado en abril de 2013 por el sello Rostrum Records. Buncher, gran admiradora de Madonna, explicó que la tocaban en sus conciertos en vivo y que inicialmente no tenían la intención de grabarla para el material. Cuando finalmente decidieron incluirla en el EP, optaron por mantenerse «muy fieles» a la versión original, a la que consideró «excelente» y una de sus canciones favoritas. Añadió: «Definitivamente le pusimos nuestro toque personal, o al menos eso esperamos. [...] He estado en muchas bandas y creo que esta es la primera en la que me han permitido hacer una canción de Madonna... y lo intenté». En abril de 2017, el cantante y compositor galés Rod Thomas, conocido artísticamente como Bright Light Bright Light, la versionó para el EP Cinematography II: Back in the Habit, que contenía referencias a la música de los años ochenta. Sobre esta adaptación, Quentin Harrison, del sitio Albumism, comentó que el artista «se guardó lo mejor para el final».
Otros artistas la grabaron especialmente para álbumes homenaje a Madonna, como las bandas Dog Breath Sue, The Hit Co., Strike A Pose y Mermaids, que la incluyeron en Truly Blue: Tribute to Madonna (2000), A Tribute to Madonna's Hits of the 80's (2008), A Tribute to Madonna, Vol. 1 (2011) y Who's That Girl (EP) (2014), respectivamente. La solista Sussan Kameron la registró para Like a Virgin (2012), mientras que el proyecto musical Chiptune Radio produjo una adaptación en género chiptune en noviembre de 2015. Ese mismo año, el conjunto japonés Relaxing Piano Crew incorporó su versión en Madonna: Best of (Piano Covers) (2015). También fue adaptada a karaoke para el disco Party Tyme Karaoke: Pop Female Hits 2, lanzado en agosto de 2018 por Sybersound Records, así como a música infantil por el grupo The Cat and Owl, que la incluyó en 80s Pop Lullabies, Vol. 2 y Lullaby Renditions of Madonna, ambos editados en 2020. Por otra parte, la banda The Aliens empleó un sample de la canción en la remezcla «Supermix III» —parte de la serie Supermix—, lanzada en un vinilo promocional de doce pulgadas por la compañía Awesome en 1988.

## Uso en la cultura popular
En 1987, la canción apareció en una serie de comerciales de televisión que Madonna protagonizó para la empresa japonesa Mitsubishi Electric, uno de los tres principales fabricantes de maquinaria electrónica del país, que ese mismo año había patrocinado la etapa japonesa de la gira Who's That Girl. En los anuncios, que compartían las mismas características, la artista interpretaba y bailaba sus canciones originales —entre ellas «Causing a Commotion»— en escenarios imaginarios, los cuales contenían numerosas referencias intertextuales a otros videoclips, como «La isla bonita» o «True Blue».
Algunos medios de comunicación notaron similitudes entre «A Public Affair» (2006), interpretada por la cantante estadounidense Jessica Simpson, y la canción de Madonna. «Causing a Commotion» —junto con otros temas de la artista— también se utilizó como título para uno de los episodios de la cuarta temporada de la serie web dramática Empire, transmitida por YouTube entre julio y agosto de 2011.
«Causing a Commotion» se empleó en «Supermodel Snatch Game», el quinto episodio de la octava temporada del programa de telerrealidad estadounidense RuPaul's Drag Race, emitido el 4 de abril de 2016. Durante el capítulo, en el que las drag queens desfilaron por la pasarela usando los looks más icónicos de Madonna, las concursantes Acid Betty y Naomi Smalls quedaron entre las dos últimas por decisión del jurado, por lo que debieron enfrentarse en el desafío final, conocido como lip sync battle, en el que realizaron una actuación de la canción con sincronización de labios. Betty lució el vestido blanco de Madonna del videoclip de «Bedtime Story» (1995), adornado con pájaros «saliendo» de su abdomen, mientras que Smalls vistió el kimono de «Nothing Really Matters» (1999). Al final, Smalls resultó ganadora y Betty fue eliminada del programa.

## Reconocimientos

### Evaluaciones retrospectivas
Con el tiempo, «Causing a Commotion» continuó siendo popular entre los seguidores de Madonna, e incluso Louis Virtel, de Logo, declaró que «no hay fanático intenso que no esté obsesionado con esta canción». Además, se considera uno de sus mayores éxitos de los años 1980. En reseñas retrospectivas, Joe Lynch, de Billboard, observó que era un testimonio del «enorme poder de Madonna que, en 1987, pudiera lanzar una canción tan ligera, de una película duramente criticada, y aun así llevarla al segundo puesto del Hot 100». Mark Elliott, de Dig!, quien la describió como un ejemplo «clásico» de la «Madonna bailable», reconoció que logró éxito en el Reino Unido y en los Estados Unidos, especialmente en las listas dance de Billboard, sin un videoclip tradicional. En un artículo publicado por el 35.º aniversario del lanzamiento de la banda sonora, Erika Wolf —de Albumism— la nombró un «auténtico éxito» y recordó haberse quedado «maravillosamente atrapada» en el ritmo de la canción, «perdiéndome en el mundo caótico y misterioso de Madonna desde la seguridad de la sala familiar».
Pese al buen recorrido que tuvo en las listas musicales, otros críticos también la catalogaron como una de las joyas más «subestimadas» y «pasadas por alto» de su carrera, e incluso entre sus admiradores suele considerarse el «más desconocido de sus sencillos magistrales». Gavin Scott, de Chart Beats, remarcó cómo un tema que llegó a los diez primeros ahora está «completamente ignorado», y Erik Anderson, del sitio AwardsWatch, lamentó que no hubiera llegado a la primera posición en los Estados Unidos. Joe Morgan, de Gay Star News, expresó que quedaba en segundo plano cuando se trataba de sus clásicos de los ochenta, mientras que Cameron Adams, del Herald Sun, lo caracterizó como «otro sencillo exitoso que [fue] eliminado de la historia de Madonna». En la misma línea, Rocco Papa, del sitio The Things, señaló que, aunque seguía siendo uno de los favoritas de los fanáticos, «no permaneció en la conciencia del público». De hecho, pese a haber llegado al primer puesto en el Hot Dance Club Play, la canción no fue incluida en Finally Enough Love: 50 Number Ones (2022), el álbum recopilatorio de remezclas lanzado para conmemorar los cincuenta números uno de Madonna en dicho conteo. El sitio Pop Music Deluxe explicó que, aunque contó con una secuencia animada al principio de la película, la falta de un videoclip oficial y la competencia de los «muchos otros sencillos icónicos de la cantante en esa época» fueron factores que contribuyeron a que no lograra un impacto duradero.

### Distinciones y listados
En la sexta entrega anual de los Pop Awards, celebrada en Beverly Hills el 15 de mayo de 1989 por la Asociación Estadounidense de Compositores, Autores y Editores (ASCAP, por sus siglas en inglés), Madonna y Bray obtuvieron una placa como reconocimiento por su composición en «Causing a Commotion», que había sido una de las canciones pop más reproducidas de 1987 en los Estados Unidos. En la misma ceremonia, Warner Chappell Music fue citada como editora del año por la misma canción. Su popularidad en el Billboard Hot 100 Singles contribuyó a que la cantante y Bray fueran reconocidos como unos de los compositores más exitosos durante el periodo comprendido entre el 7 de febrero de 1987 y el 6 de febrero de 1988.
El sitio Chart Beats la clasificó en el 70.º puesto de las 250 mejores canciones de 1987, y Victor Bondi, en American Decades (1996), la incluyó entre los eventos más notables de la década de 1980. Para Paul Grein, de Billboard, había sido una de las canciones ignoradas por la Academia para los premios Óscar. En 1995, fue ubicada en el puesto 35 entre los sencillos más populares de 1987 en los Estados Unidos, e incluida en la posición 1459 de los 5000 temas más exitosos de la era del rock, según el libro Billboard's Hottest Hot 100 Hits (1995), de Fred Bronson. Por su parte, Bruce Pollock la nombró una de las 7500 canciones más importantes de la era del rock and roll, y añadió que era lo «único bueno que salió de la película». En diciembre de 2005, Camille Paglia la incluyó en una lista de reproducción personal para la revista digital Salon, donde seleccionó las que consideraba las mejores canciones de soul, funk y disco de las décadas de 1960 a 1980.
Otros medios como Dig!, Examiner y ThoughtCo la calificaron como una de las mejores canciones de la artista de los años 1980, y el personal de BuzzFeed la clasificó en el duodécimo lugar de sus temas más destacadas de dicha década que «te pondrán de buen humor al instante». Asimismo, ha sido incluida en varios otros listados de las mejores canciones de su carrera en general. También figuró en el conteo de The Arizona Republic de las canciones más importantes de la artista provenientes de bandas sonoras, y Louis Virtel la ubicó en la octava posición de su listado de los diez mejores temas de «películas terribles». Por su parte, Rocco Papa la incluyó en el sexto puesto de los sencillos menos recordados de la artista, mientras que Robbie Daw, del sitio Idolator, la añadió en el noveno puesto de sus «diez mejores canciones que la radio olvidó». En agosto de 2023, la emisora británica Magic Radio pidió a los oyentes que escogieran sus temas favoritos de la intérprete en una votación que sería transmitida en el programa matutino Magic Breakfast; al publicarse la lista completa, «Causing a Commotion» se ubicó en la vigesimosexta posición.

## Lista de canciones y formatos
| 7" / Casete |                                                  |          |  |
| N.º         | Título                                           | Duración |  |
| 1.          | «Causing a Commotion» (Silver Screen Single Mix) | 4:00     |  |
| 2.          | «Jimmy Jimmy» (versión del LP)                   | 3:54     |  |

| 7" promocional (EE. UU.) |                                                  |          |  |
| N.º                      | Título                                           | Duración |  |
| 1.                       | «Causing a Commotion» (Silver Screen Single Mix) | 4:00     |  |
| 2.                       | «Causing a Commotion» (Movie House Edit)         | 4:10     |  |

| 12" / Maxicasete (Canadá; EE. UU.; Japón) / Maxi CD (1995) |                                           |          |  |
| N.º                                                        | Título                                    | Duración |  |
| 1.                                                         | «Causing a Commotion» (Silver Screen Mix) | 6:33     |  |
| 2.                                                         | «Causing a Commotion» (Dub)               | 7:04     |  |
| 3.                                                         | «Causing a Commotion» (Movie House Mix)   | 9:40     |  |
| 4.                                                         | «Jimmy Jimmy» (versión del LP)            | 3:54     |  |

| 12" / Casete (Reino Unido) |                                           |          |  |
| N.º                        | Título                                    | Duración |  |
| 1.                         | «Causing a Commotion» (Silver Screen Mix) | 6:33     |  |
| 2.                         | «Causing a Commotion» (Movie House Mix)   | 9:40     |  |
| 3.                         | «Jimmy Jimmy» (Fade)                      | 3:54     |  |

| The Holiday Collection (1991) |                       |          |  |
| N.º                           | Título                | Duración |  |
| 1.                            | «Holiday»             | 6:09     |  |
| 2.                            | «True Blue»           | 4:17     |  |
| 3.                            | «Who's That Girl»     | 3:58     |  |
| 4.                            | «Causing a Commotion» | 4:06     |  |

| Who's That Girl (Super Club Mix) (2022) |                                           |          |  |
| N.º                                     | Título                                    | Duración |  |
| 1.                                      | «Who's That Girl» (Extended Version)      | 6:29     |  |
| 2.                                      | «Causing a Commotion» (Movie House Mix)   | 9:40     |  |
| 3.                                      | «Causing a Commotion» (Silver Screen Mix) | 6:33     |  |
| 4.                                      | «Who's That Girl» (Dub)                   | 5:05     |  |
| 5.                                      | «Causing a Commotion» (Dub)               | 7:04     |  |

| EP digital (2024) |                                                  |          |  |
| N.º               | Título                                           | Duración |  |
| 1.                | «Causing a Commotion» (Silver Screen Single Mix) | 4:07     |  |
| 2.                | «Causing a Commotion» (Silver Screen Mix)        | 6:40     |  |
| 3.                | «Causing a Commotion» (Dub)                      | 7:10     |  |
| 4.                | «Causing a Commotion» (Movie House Mix)          | 9:46     |  |

## Posicionamiento en listas
| País/Continente   | Lista (1987)                            | Posición más alta |
| ----------------- | --------------------------------------- | ----------------- |
| Alemania          | Offizielle Deutsche Charts              | 14                |
| Australia         | ARIA Top 50 Singles                     | 7                 |
| Austria           | Ö3 Austria Top 40                       | 14                |
| Bélgica (Flandes) | Ultratop 50 Singles                     | 2                 |
| Canadá            | RPM Top 100 Singles                     | 2                 |
| Canadá            | The Record                              | 2                 |
| Dinamarca         | IFPI                                    | 1                 |
| España            | AFYVE                                   | 21                |
| Estados Unidos    | Billboard Hot 100                       | 2                 |
| Estados Unidos    | Billboard Hot 100 Airplay               | 2                 |
| Estados Unidos    | Billboard Hot 100 Sales                 | 2                 |
| Estados Unidos    | Billboard Hot Adult Contemporary        | 37                |
| Estados Unidos    | Billboard Hot Crossover 30              | 3                 |
| Estados Unidos    | Billboard Hot Dance Music Club Play     | 1                 |
| Estados Unidos    | Billboard Hot Dance Music Singles Sales | 1                 |
| Estados Unidos    | Cash Box Top 100 Singles                | 3                 |
| Estados Unidos    | Cash Box Radio Pop Scoreboard           | 3                 |
| Estados Unidos    | Cash Box Top 12" Dance Singles          | 1                 |
| Estados Unidos    | Gavin Report Adult Contemporary         | 24                |
| Estados Unidos    | Gavin Report Top 40                     | 1                 |
| Estados Unidos    | Hits Top Fifty Singles                  | 1                 |
| Estados Unidos    | Observer-Reporter The Hit List          | 2                 |
| Estados Unidos    | R&B Report Rhythm of the Street         | 4                 |
| Estados Unidos    | R&R Contemporary Hit Radio              | 2                 |
| Europa            | European Airplay Top 50                 | 4                 |
| Europa            | European Hot 100 Singles                | 5                 |
| Europa            | TROS Europarade                         | 4                 |
| Finlandia         | Suomen virallinen lista                 | 5                 |
| Irlanda           | IRMA                                    | 2                 |
| Islandia          | Íslenski Listinn Topp                   | 2                 |
| Italia            | Musica e dischi                         | 4                 |
| Italia            | Discografia internazionale              | 4                 |
| Italia            | RAI Top Parade                          | 4                 |
| Japón             | Oricon                                  | 70                |
| México            | Notimex                                 | 5                 |
| Noruega           | VG-lista                                | 10                |
| Nueva Zelanda     | RMNZ                                    | 6                 |
| Países Bajos      | Dutch Top 40                            | 3                 |
| Países Bajos      | Single Top 100                          | 3                 |
| Panamá            | UPI                                     | 7                 |
| Reino Unido       | Melody Maker                            | 4                 |
| Reino Unido       | Music Week Top Dance Singles            | 3                 |
| Reino Unido       | Music Week Top Twelve Inch              | 5                 |
| Reino Unido       | OCC UK Singles Chart                    | 4                 |
| Reino Unido       | R&B Report Top R&B Singles              | 5                 |
| Sudáfrica         | Springbok Radio                         | 16                |
| Suecia            | Sverigetopplistan                       | 13                |
| Suiza             | Schweizer Hitparade                     | 9                 |

| País        | Lista (2022-2024)                                       | Posición más alta |
| ----------- | ------------------------------------------------------- | ----------------- |
| Hungría     | Single Top 40 «Who's That Girl» / «Causing a Commotion» | 3                 |
| Reino Unido | UK Singles Sales Chart                                  | 70                |
| Reino Unido | UK Singles Downloads Chart                              | 68                |

| País/Continente   | Lista (1987)                   | Posición |
| ----------------- | ------------------------------ | -------- |
| Australia         | Kent Music Report              | 65       |
| Bélgica (Flandes) | Ultratop 50 Singles            | 37       |
| Canadá            | RPM Top 100 Singles            | 42       |
| Estados Unidos    | Billboard Hot 100              | 46       |
| Estados Unidos    | Billboard Hot Crossover 30     | 23       |
| Estados Unidos    | Cash Box Top 50 Singles        | 29       |
| Estados Unidos    | Gavin Report Top 40            | 28       |
| Estados Unidos    | Observer-Reporter The Hit List | 15       |
| Estados Unidos    | R&R CHR/Pop                    | 29       |
| Europa            | European Hot 100 Singles       | 85       |
| Países Bajos      | Dutch Top 40                   | 61       |
| Países Bajos      | Single Top 100                 | 42       |
| Reino Unido       | OCC UK Singles Chart           | 72       |
| Reino Unido       | R&B Report Top R&B Singles     | 50       |

## Certificaciones y ventas
| País (organismo certificador) | Certificación | Unidades certificadas/Ventas |
| ----------------------------- | ------------- | ---------------------------- |
| Canadá (CRIA)                 | Oro           | 50 000                       |
| Japón                         | —             | 16 700                       |
| Reino Unido                   | —             | 230 000                      |

## Créditos y personal

### Grabación
- Grabación y mezcla: Larrabee Sound Studios (North Hollywood)
- Masterización: Futuredisk (Hollywood)

### Personal
- Madonna: artista principal, voz, composición, producción
- Stephen Bray: composición, producción
- Shep Pettibone: producción adicional, mezcla, edición de audio
- Taavi Mote: ingeniero de sonido
- Michael Hutchinson: ingeniero de sonido
- Elmer Flores: asistente de ingeniería
- John Hegedes: asistente de ingeniería
- Steve Peck: mezcla
- Junior Vasquez: edición de audio
- Michael Verdick: masterización
- Jeri Heiden: dirección artística
- Maura P. McLaughlin: diseño

Créditos adaptados de múltiples fuentes.

### En español
- Falconi, Francesco (2017). Loco por Madonna. La Reina del Pop. Babelcube Inc. ISBN 150717795X.
- Marinas, Leyre (2024). Fucked Feminist Fans: Los orígenes del #MeToo desde la cultura pop musical. Dos Bigotes. ISBN 978-84-128622-1-8.
- Salaverri, Fernando (2005). Sólo éxitos: año a año, 1959–2002. España: Fundación Autor-SGAE. ISBN 84-8048-639-2.
- Viñuela, Eduardo, ed. (2018). Bitch She's Madonna: La reina del pop en la cultura contemporánea. Dos Bigotes. ISBN 978-84-947963-3-3.

### En inglés
- Andrews, Marc (2022). Madonna Song by Song. Fonthill Media LLC. ISBN 978-1-78155-844-7.
- Bego, Mark (1992). Madonna: Blonde Ambition. Harmony Books. ISBN 0-517-58242-2.
- Binnie, Steve (2018). Sound of the Crowd: a Discography of the '80s (4.ª edición). Lulu. ISBN 978-0-244-12965-1.
- Bondi, Victor, ed. (1996). American Decades: 1980-1989. Gale Research. ISBN 0-8103-8881-2.
- Bronson, Fred (1995). Billboard's Hottest Hot 100 Hits. Billboard Books. ISBN 0-8230-7646-6.
- —————— (2003). The Billboard Book of Number 1 Hits. Billboard Books. ISBN 0-8230-7677-6.
- Chow, Victoria (2004). Madonna. Bookmart Limited. ISBN 1-904756-12-3.
- Ciuk, Andrzej; Molek-Kozakowska, Katarzyna, eds. (2010). Exploring Space: Spatial Notions in Cultural, Literary and Language Studies; Volume 2: Space in Language Studies. Cambridge Scholars Publishing. ISBN 978-1-4438-2144-5.
- Clayton, Marie (2010). Madonna: The Illustrated Biography. Trans Atlantic Press. ISBN 978-1-907176-19-7.
- Clerk, Carol; Appel, Stacey (2012). Madonna Style. Omnibus Press. ISBN 978-1-78038-152-7.
- Davis, John (2017). The Essential Fan Guide to RuPaul's Drag Race. Smith Street Books. ISBN 978-1-925418-57-6.
- Downey, Pat; Albert, George; Hoffmann, Frank (1994). Cash Box Pop Singles Charts 1950-1993. Libraries Unlimited. ISBN 1-56308-316-7.
- Easlea, Daryl; Fiegel, Eddi (2012). Madonna: Blond Ambition. Backbeat Books. ISBN 978-1-61713-034-2.
- Feldman, Christopher G. (2000). The Billboard Book of Number 2 Singles. Billboard Books. ISBN 0-8230-7695-4.
- Gabriel, Mary (2023). Madonna: A Rebel Life. Hachette Book Group. ISBN 978-0-316-45644-9.
- Gambaccini, Paul; Rice, Tim; Rice, Jonathan (1989). British Hit Singles (7.ª edición). Guinness Publishing. ISBN 0-851 12-339-2.
- Gulick, Rebecca (1993). Madonna: Portrait of a Material Girl. Bison Books Ltd. ISBN 1-56138-236-1.
- James, David (1991). Madonna, Her Complete Story: An Unauthorized Story. Publications International, Ltd. ISBN 0-451-82240-4.
- Koopmans, Andy (2003). Madonna. Lucent Books. ISBN 1-59018-138-7.
- Langford, Simon (2011). The Remix Manual. Focal Press. ISBN 978-0-240-81458-2.
- Matthew-Walker, Robert (1991). Madonna: The Biography. Pan Books. ISBN 0-330-31482-3.
- Metz, Allen; Benson, Carol (1999). The Madonna Companion: Two Decades of Commentary. Schirmer Books. ISBN 0-02-864972-9.
- Morton, Andrew (2001). Madonna. St. Martin's Press. ISBN 0-312-28786-0.
- Paglia, Camille (1991). Sex, Art, and American Culture: Essays. Vintage Books. ISBN 0-679-74101-1.
- Pollock, Bruce (2005). The Rock Song Index: The 7500 Most Important Songs for the Rock and Roll Era (2.ª edición). Routledge. ISBN 0-415-97073-3.
- Rachlin, Harvey (2020). Song and System: The Making of American Pop Music. Rowman & Littlefield. ISBN 9781538112137.
- Randall, Lee (1992). The Madonna Scrapbook. Citadel Press. ISBN 0-8065-1297-0.
- Rettenmund, Matthew (1995). Encyclopedia Madonnica. St. Martin's Press. ISBN 0-312-11782-5.
- Rolling Stone Press (1997). Madonna: The Rolling Stone Files. Hyperion. ISBN 0-7868-8154-2.
- Rooksby, Rikky (2004). The Complete Guide to the Music of Madonna. Omnibus Press. ISBN 978-0-7119-9883-4.
- Savona, Anthony, ed. (2005). Console Confessions: The Great Music Producers in Their Own Words. Backbeat Books. ISBN 978-0-87930-860-5.
- Schwichtenberg, Cathy, ed. (1993). The Madonna Connection: Representational Politics, Subcultural Identities, And Cultural Theory. Westview Press. ISBN 0-8133-1396-1.
- Sinclair, David (1995). The Essential Guide to Rock on CD. Greenwich Editions. ISBN 0-86288-032-7.
- Strong, Martin Charles; Griffin, Brendon (2008). Lights, Camera, Soundtracks: The Ultimate Guide to Popular Music in the Movies. Canongate Books. ISBN 978-184767-003-8.
- Sullivan, Caroline (2014). Madonna: Ambition. Music. Style. Carlton Books Limited. ISBN 978-1-78097-563-4.
- Taraborrelli, J. Randy (2002). Madonna: An Intimate Biography. Berkley Books. ISBN 0-425-18669-5.
- Terrace, Vincent (2014). Internet Drama and Mystery Television Series, 1996-2014. McFarland & Company. ISBN 978-0-7864-9581-8.
- Trahearn, Anthony R. (2023). Commercial Dance: An Essential Guide. Taylor & Francis. ISBN 9781000952407.
- Voller, Debbi (1990). Madonna: The Illustrated Biography. Omnibus Press. ISBN 0-7119-2185-7.
- Weber, Louis, ed. (2007). The Extraordinary Book of Lists: A Colossal Collection of Fascinating Facts and Intriguing Information. West Side Publishing. ISBN 978-1-4127-1420-4.
- Whitburn, Joel (1991). The Ultimate Pop Rock Fake Book. Hal Leonard Publishing Corporation. ISBN 0-7935-1968-3.
- —————— (1991). Joel Whitburn's Pop Singles Annual, 1955-1990: Compiled from Billboard's Pop Singles Charts, 1955-1990. Record Research Inc. ISBN 0-89820-091-1.
- —————— (2007). Joel Whitburn Presents Billboard Top Adult Songs, 1961-2006 (4.ª edición). Record Research Inc. ISBN 0-89820-169-1.

### En otros idiomas
- Aquino, Thatiana; Fontes Netto, José (2024). Madonna: 40 anos de Vanguarda (en portugués). Editora Dialética. ISBN 978-65-270-1372-3.
- Bouwman, Francis (1998). Hitdossier 1939 tot 1994 (en neerlandés) (6.ª edición). H. J. W. Becht. ISBN 90-230-0820-0.
- Dahl, Árni (1989). Norskt: nýnorskir tekstir og bókmálstekstir til framhaldsdeildina (en noruego). Føroya Skúlabókagrunnur.
- Ichbiah, Daniel (2016). Les chansons de Madonna (en francés). CreateSpace. ISBN 9781501024795.
- Pennanen, Timo (2021). Sisältää hitin (PDF) (en finés). Otava. ISBN 978-952-7460-01-6.
- Qyll, Nicholas (2021). Visual Person Branding: Eine frame-analytische Betrachtung ikonischer Personenmarken (en alemán). Herbert von Halem Verlag. ISBN 978-3-86962-579-9.
- Vita, Vito (2020). Musica solida (en italiano). Miraggi Edizioni. ISBN 978-88-3386-053-4.